# 2. Juli
Der 2. Juli ist der 183. Tag des gregorianischen Kalenders (der 184. in Schaltjahren), somit verbleiben 182 Tage bis zum Jahresende. Bedingt durch die Mitteleuropäische Sommerzeit wird um 13 Uhr (in Schaltjahren bereits um 1 Uhr) die genaue Jahreshälfte erreicht.

## Ereignisse

### Politik und Weltgeschehen
- 0866: Wikingern und Bretonen unter Führung von Hastein gelingt in der Schlacht von Brissarthe ein überraschender Sieg über die Franken, deren Anführer fast alle fallen.
- 0936: Durch den Tod König Heinrichs I. übernimmt sein Sohn Otto I. die Macht im Ostfrankenreich.
- 1214: Die Schlacht bei Roche-aux-Moines zwischen dem französischen Kronprinzen Ludwig und dem englischen König Johann Ohneland endet ohne ein direktes Aufeinandertreffen der beiden Heere, da Johann das Schlachtfeld fluchtartig verlässt.
- 1234: Der deutsche König Heinrich VII. unterwirft sich in Wimpfen nach einer vergeblichen Rebellion seinem Vater, Kaiser Friedrich II.
- 1266: Der Frieden von Perth beendet den norwegisch-schottischen Krieg von 1263 bis 1266 um den Besitz der westschottischen Inseln.

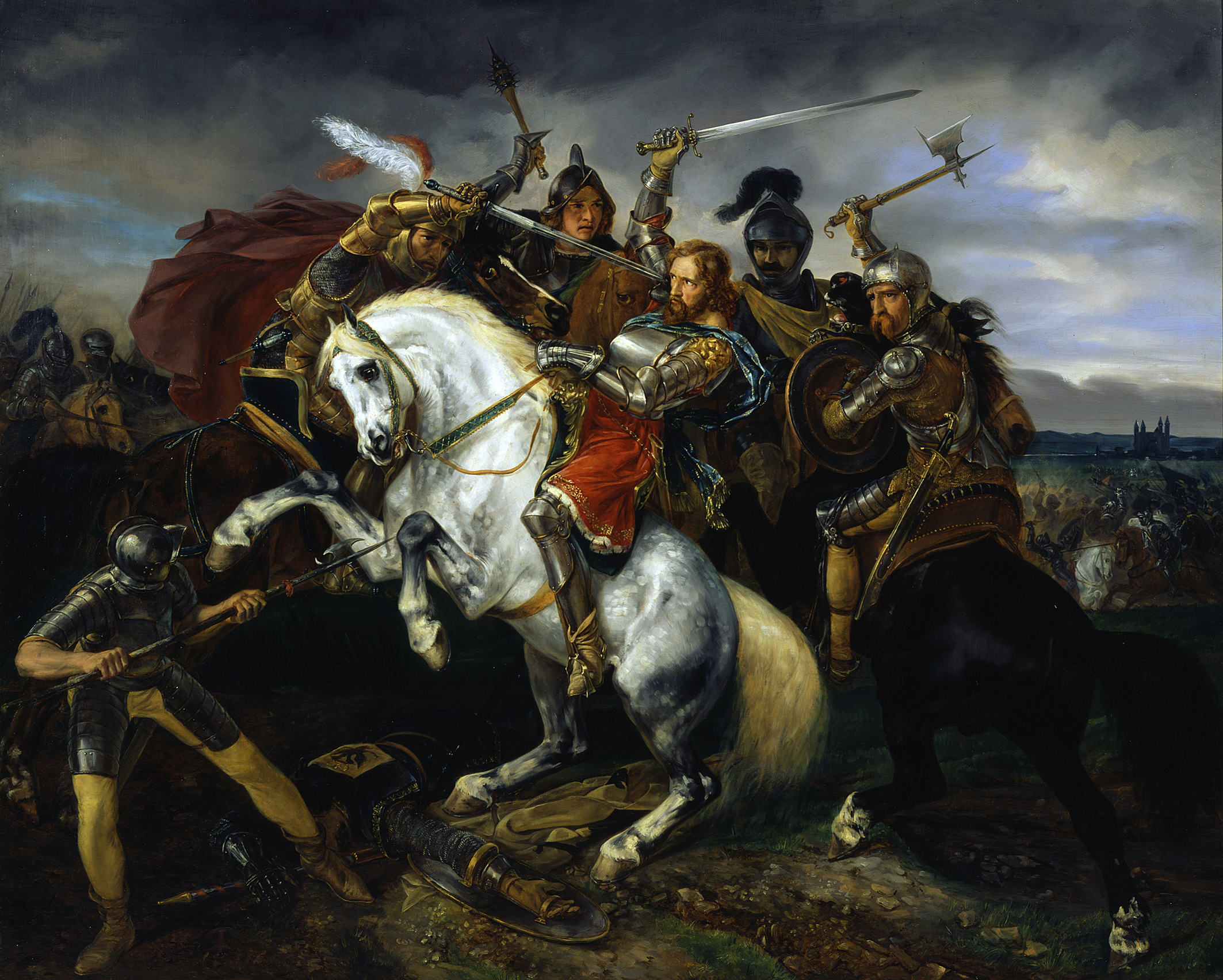
1298: Tod Adolfs von Nassau in der Schlacht bei Göllheim

- 1298: Albrecht I. von Österreich besiegt in der Schlacht bei Göllheim den deutschen König Adolf von Nassau und erringt damit die deutsche Königswürde.
- 1335: Otto der Fröhliche unterzieht sich als erster Habsburger dem Kärntner Einsetzungszeremoniell auf dem Herzogstuhl in Karnburg (bis 1414 auf Slowenisch).
- 1500: Der römisch-deutsche König und spätere Kaiser Maximilian I. unterteilt das Reich zur besseren Verwaltung in Reichskreise.
- 1526: Die Niederlage des Bauernführers Michael Gaismair in der Schlacht bei Radstadt im Salzburger Land beendet den Bauernkrieg in Tirol.
- 1582: Toyotomi Hideyoshi siegt in der Schlacht von Yamazaki über Akechi Mitsuhide. Er tritt damit das Erbe Oda Nobunagas als einer der Reichseiniger Japans an.
- 1600: In der Schlacht von Nieuwpoort besiegt das Heer der Republik der Sieben Vereinigten Niederlande unter Moritz von Oranien im Achtzigjährigen Krieg die Spanier unter Albrecht VII. von Habsburg.

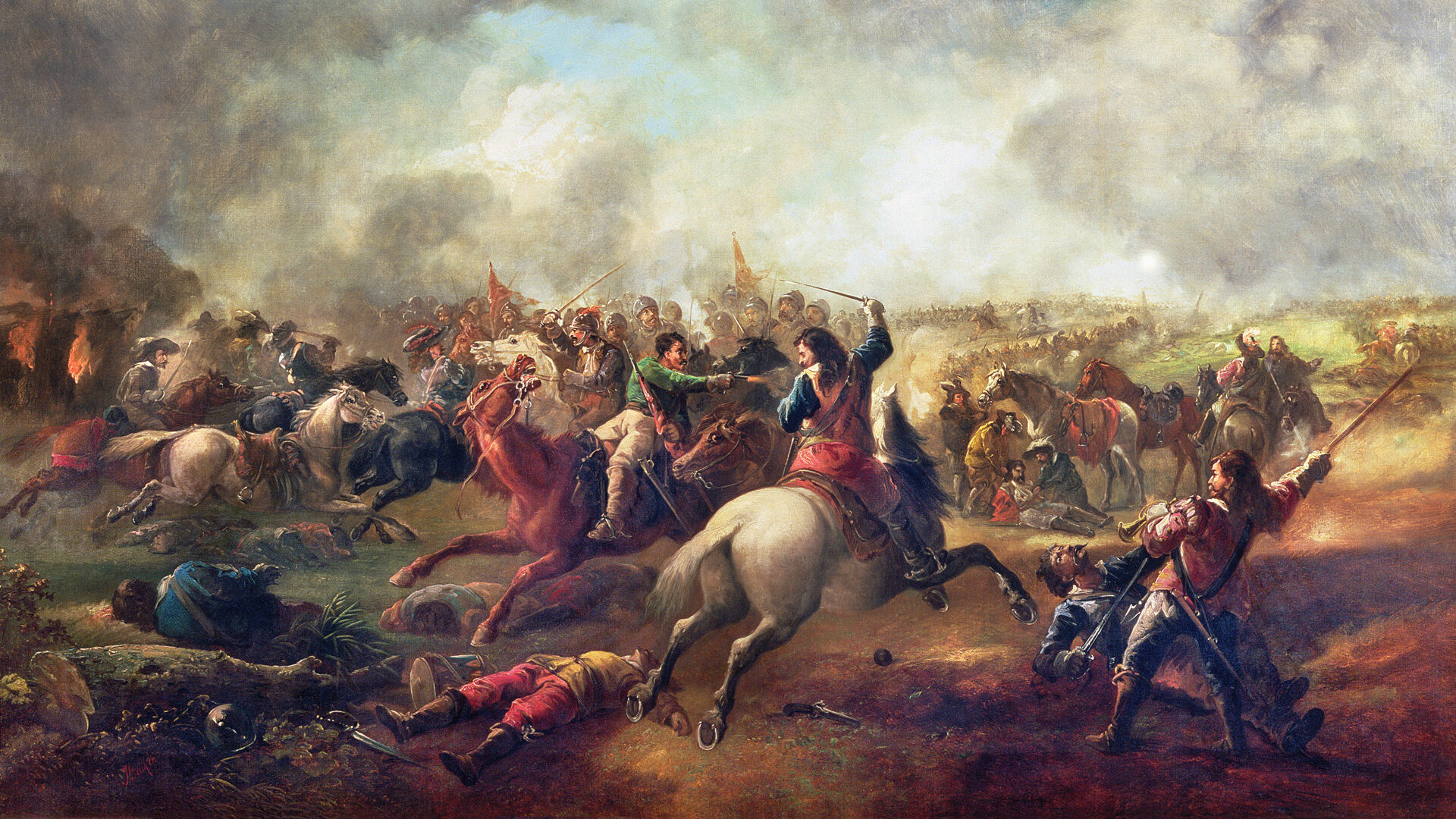
1644: Schlacht bei Marston Moor

- 1644: In der Schlacht von Marston Moor im Englischen Bürgerkrieg siegt das parlamentarische Heer unter Oliver Cromwell über die Truppen der Königstreuen.
- 1704: Nach der Schlacht am Schellenberg gegen bayerische Truppen kann sich im Spanischen Erbfolgekrieg das Heer des Herzogs von Marlborough und des badischen Markgrafen Ludwig Wilhelm den strategisch wichtigen Ort Donauwörth sichern und so das Kurfürstentum Bayern militärisch bedrohen.

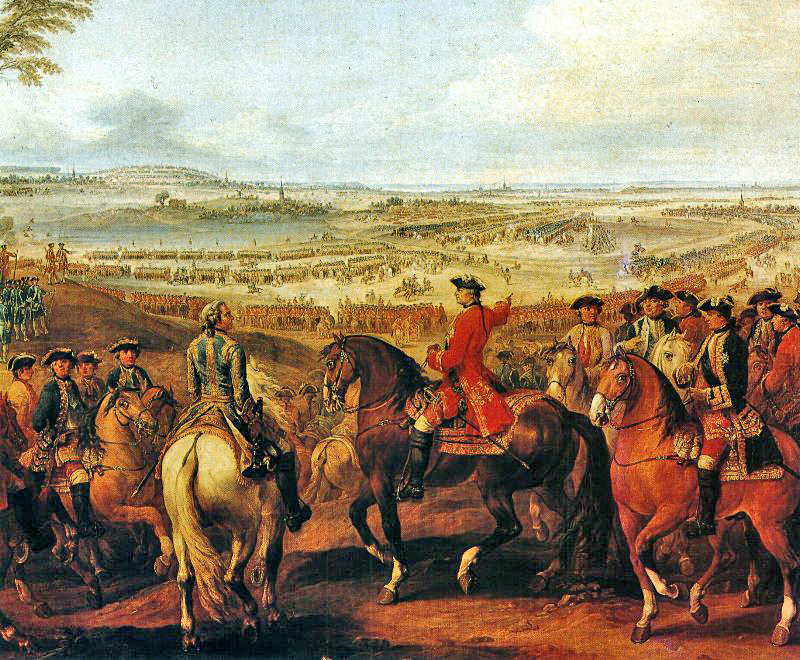
1747: Schlacht bei Lauffeldt

- 1747: In der Schlacht bei Lauffeldt im Österreichischen Erbfolgekrieg besiegen die Franzosen unter Moritz von Sachsen die verbündeten Österreicher, Briten und Niederländer, erleiden aber mehr als doppelt so hohe Verluste.
- 1749: In Bern verrät der Student Friedrich Ulrich den Behörden die Henzi-Verschwörung, einen Versuch, die Patrizierfamilien aus der Stadtregierung zu entfernen.
- 1767: Der britische Entdeckungsreisende Philipp Carteret erreicht eine Insel, die er nach dem Seekadetten Robert Pitcairn benennt, der sie zuerst erblickt hat.
- 1798: Im Verlauf der Ägyptischen Expedition wird die Hafenstadt Alexandria von der Armee Napoleon Bonapartes eingenommen.
- 1807: Die Belagerung Kolbergs endet mit einem Waffenstillstand zwischen Franzosen und eingeschlossenen Preußen. Drei Tage später beginnen die Franzosen ihren Rückzug.
- 1839: Einen Tag nach dem Tod von Sultan Mahmud II. besteigt sein Sohn Abdülmecid I. den Thron des Osmanischen Reiches.

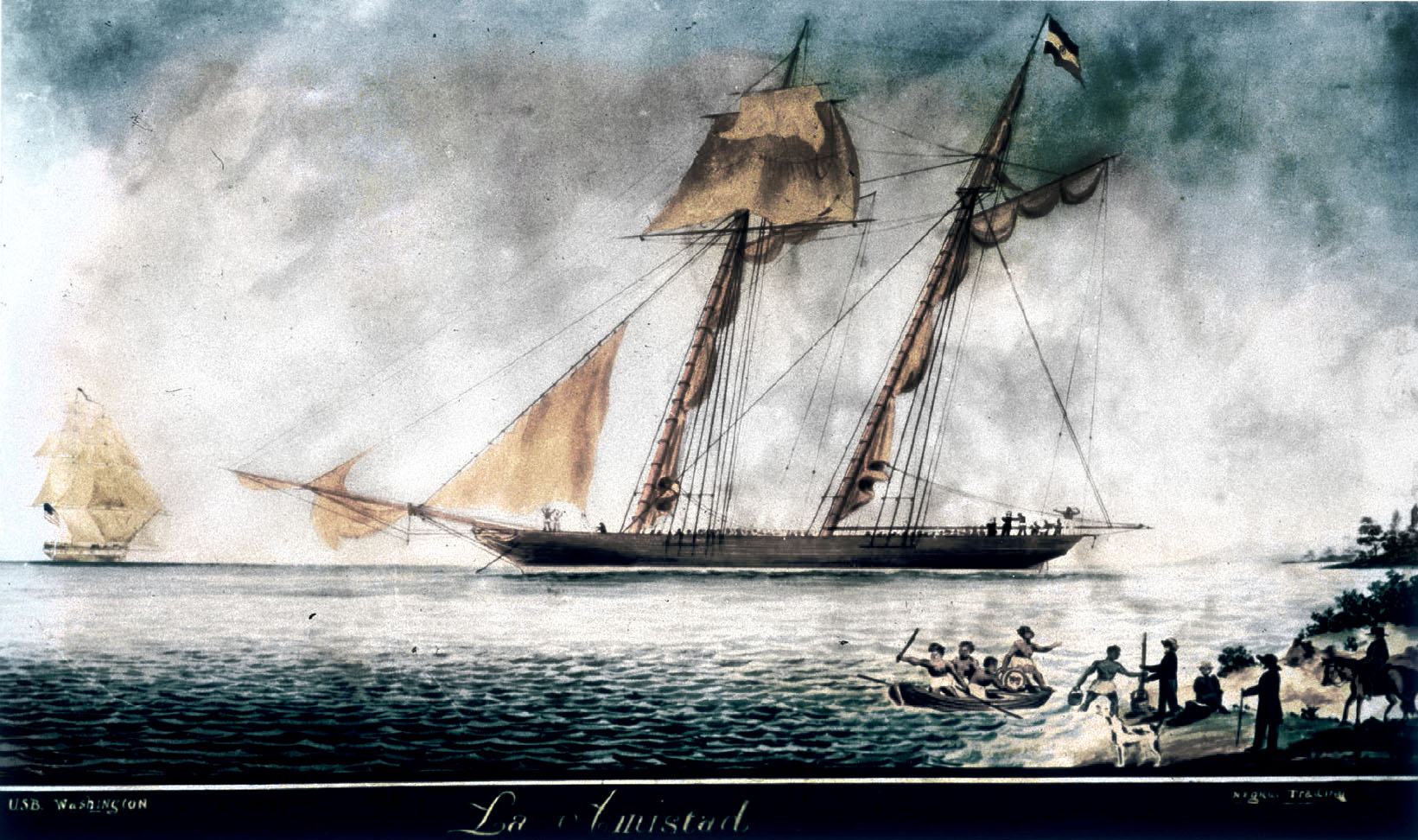
1839: La Amistad

- 1839: Bei einer Revolte auf dem US-amerikanischen Sklavenschiff La Amistad gelingt es den afrikanischen Sklaven unter Sengbe Pieh, das Schiff unter ihre Kontrolle zu bringen.
- 1850: Der Frieden von Berlin beendet den Schleswig-Holsteinischen Krieg zwischen dem Deutschen Bund und Dänemark.
- 1853: Mit ihrem Einmarsch in die Fürstentümer Moldau und Walachei geben russische Truppen den Anstoß zum Ausbruch des Krimkrieges kurze Zeit später.
- 1860: Die Stadt Wladiwostok wird als russischer Marinevorposten gegründet.

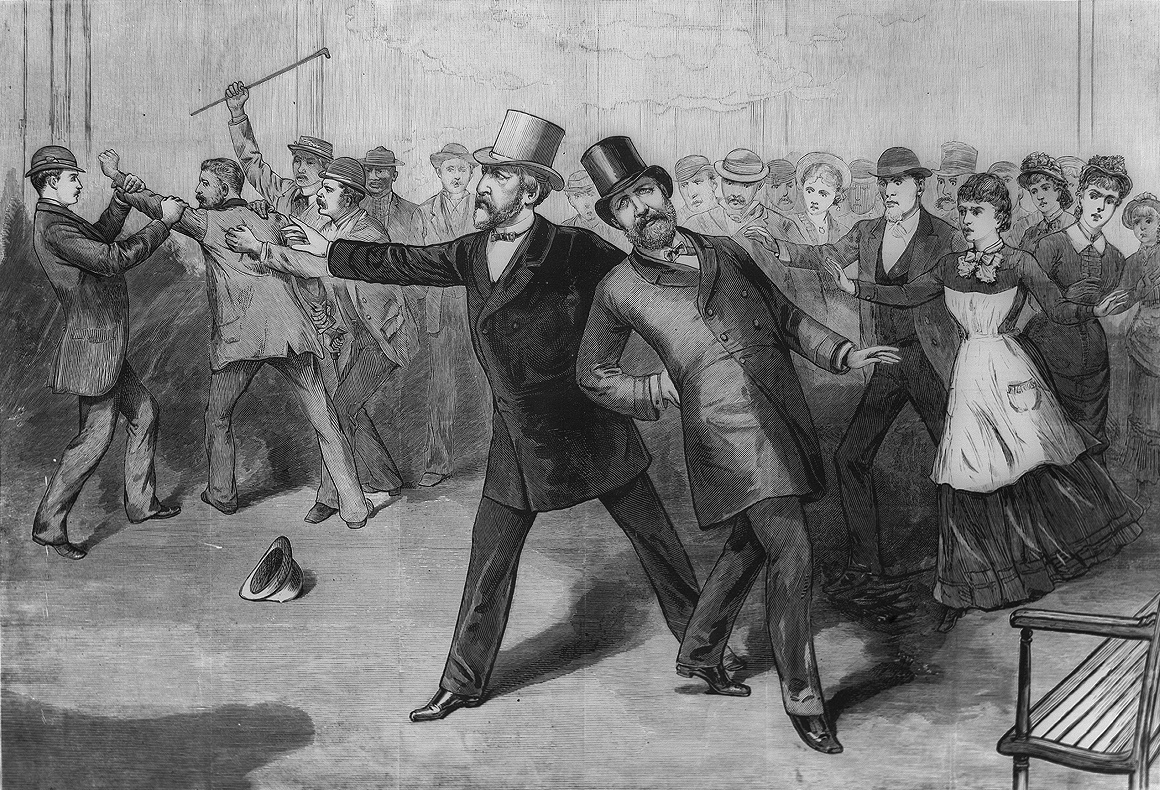
1881: Das Attentat auf Präsident Garfield

- 1881: Charles J. Guiteau schießt auf den  amerikanischen Präsidenten James A. Garfield, der am 19. September an den Folgen der Verletzung stirbt.
- 1885: Big Bear ergibt sich als letzter Häuptling der Cree-Indianer den kanadischen Regierungstruppen. Damit endet die Nordwest-Rebellion in Saskatchewan.
- 1928: In Großbritannien erhalten Frauen ab 21 Jahren das Wahlrecht.
- 1932: Zum Abschluss des Democratic National Convention verwendet Franklin D. Roosevelt erstmals den Slogan New Deal.

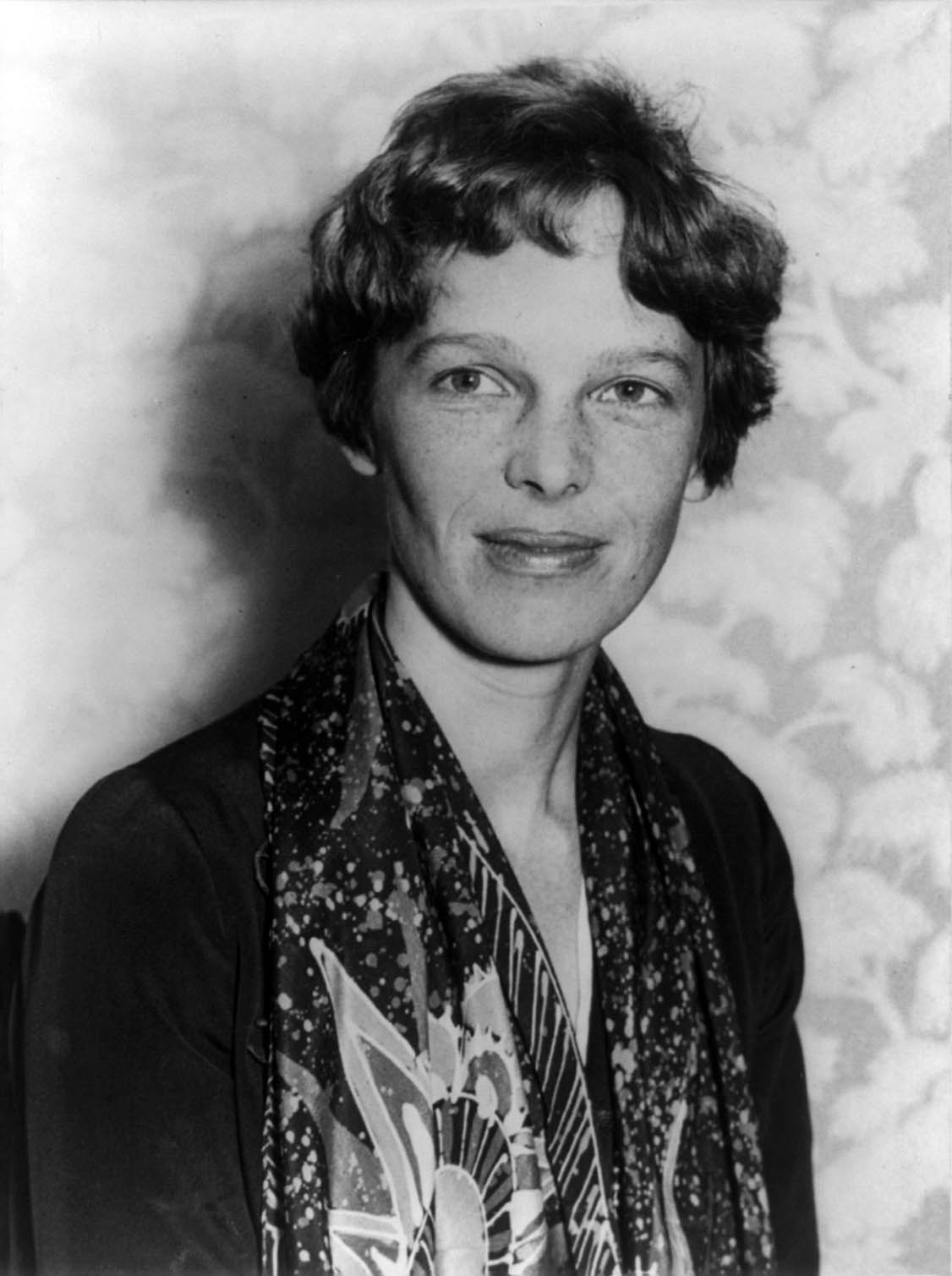
1937: Amelia Earhart

- 1937: Die Flugpionierin Amelia Earhart verschwindet bei dem Versuch einer Weltumrundung mit ihrem Navigator Fred Noolan spurlos vor der Howlandinsel. Das Ereignis löst die größte Suchaktion vor dem Zweiten Weltkrieg aus und gibt Anlass zu einer Vielzahl von Verschwörungstheorien.
- 1951: In Babice, Tschechoslowakei wird eine Sitzung des örtlichen kommunistischen Nationalausschusses von vier Bewaffneten überfallen, drei Ausschussmitglieder werden getötet. Die Tat ist Anlass für die Schauprozesse von Jihlava, die sich vor allem gegen den Einfluss der Kirche auf die Landbevölkerung richten und in denen elf Personen zum Tode und 111 zu langen Zuchthausstrafen verurteilt werden.
- 1963: Der Élysée-Vertrag als deutsch-französischer Freundschaftsvertrag tritt in Kraft.
- 1964: Durch die Unterzeichnung durch Präsident Lyndon B. Johnson tritt in den Vereinigten Staaten der Civil Rights Act of 1964 in Kraft, der die sogenannten Jim Crow Laws aufhebt. Damit werden die Bürgerrechte der afroamerikanischen Bevölkerung gestärkt.
- 1965: Die südafrikanische Polizei stürmt Redaktionsbüros der Zeitung Rand Daily Mail wegen einer politisch brisanten Berichterstattung über Gefängnisse, in deren Folge 1969 der Chefredakteur Laurence Gandar und weitere Angeklagte verurteilt werden.

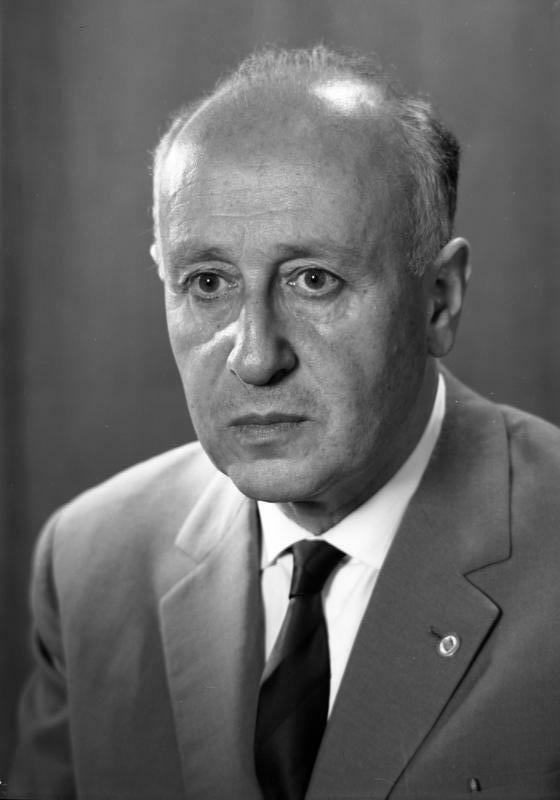
1965: Albert Norden

- 1965: Der Journalist und SED-Politiker Albert Norden veröffentlicht das Braunbuch der DDR mit Namen von über 1800 Nazis und Kriegsverbrechern in westdeutschen Führungspositionen.
- 1966: Frankreich führt den ersten oberirdischen Kernwaffentest auf dem Mururoa-Atoll im Pazifik durch.
- 1972: Indien und Pakistan schließen das Shimla-Abkommen, mit dem die Line of Control in Kaschmir festgelegt wird.
- 1976: Nach der Niederlage des von den USA unterstützten Südvietnams im Vietnamkrieg kommt es nach 22 Jahren der Trennung zur Wiedervereinigung Vietnams.
- 1993: Bei einem Angriff von Islamisten auf ein alevitisches Kulturfestival in Sivas (Türkei) sterben mehr als 30 Menschen, darunter zahlreiche alevitische Künstler, Dichter und Verleger.

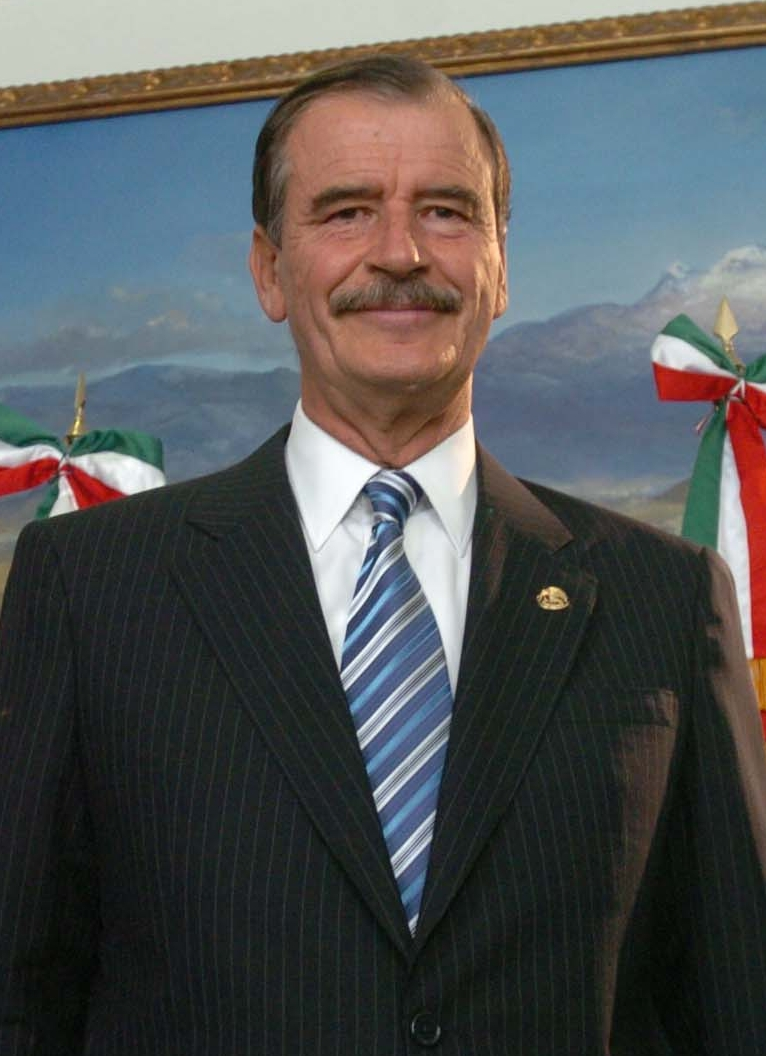
2000: Vicente Fox

- 2000: Die Präsidentschaftswahlen in Mexiko gewinnt der Ex-Coca-Cola-Manager und Millionär Vicente Fox mit 43,23 Prozent der Stimmen für die bürgerliche Partei der Nationalen Aktion. Damit endet zudem die 71-jährige Herrschaft der PRI.
- 2001: Nach der Kreil-Entscheidung des Europäischen Gerichtshofs beginnen die ersten Frauen bei der deutschen Bundeswehr mit einer Offizierslaufbahn.
- 2008: Die französisch-kolumbianische Politikerin Íngrid Betancourt wird nach über sechsjähriger Geiselhaft gemeinsam mit 14 anderen Geiseln vom kolumbianischen Militär aus den Händen der FARC befreit.

### Wirtschaft
- 1698: Thomas Savery erhält ein Patent auf eine von ihm zur Verwendung in Bergwerken erfundene Dampfpumpe, einen Vorläufer der Dampfmaschine.

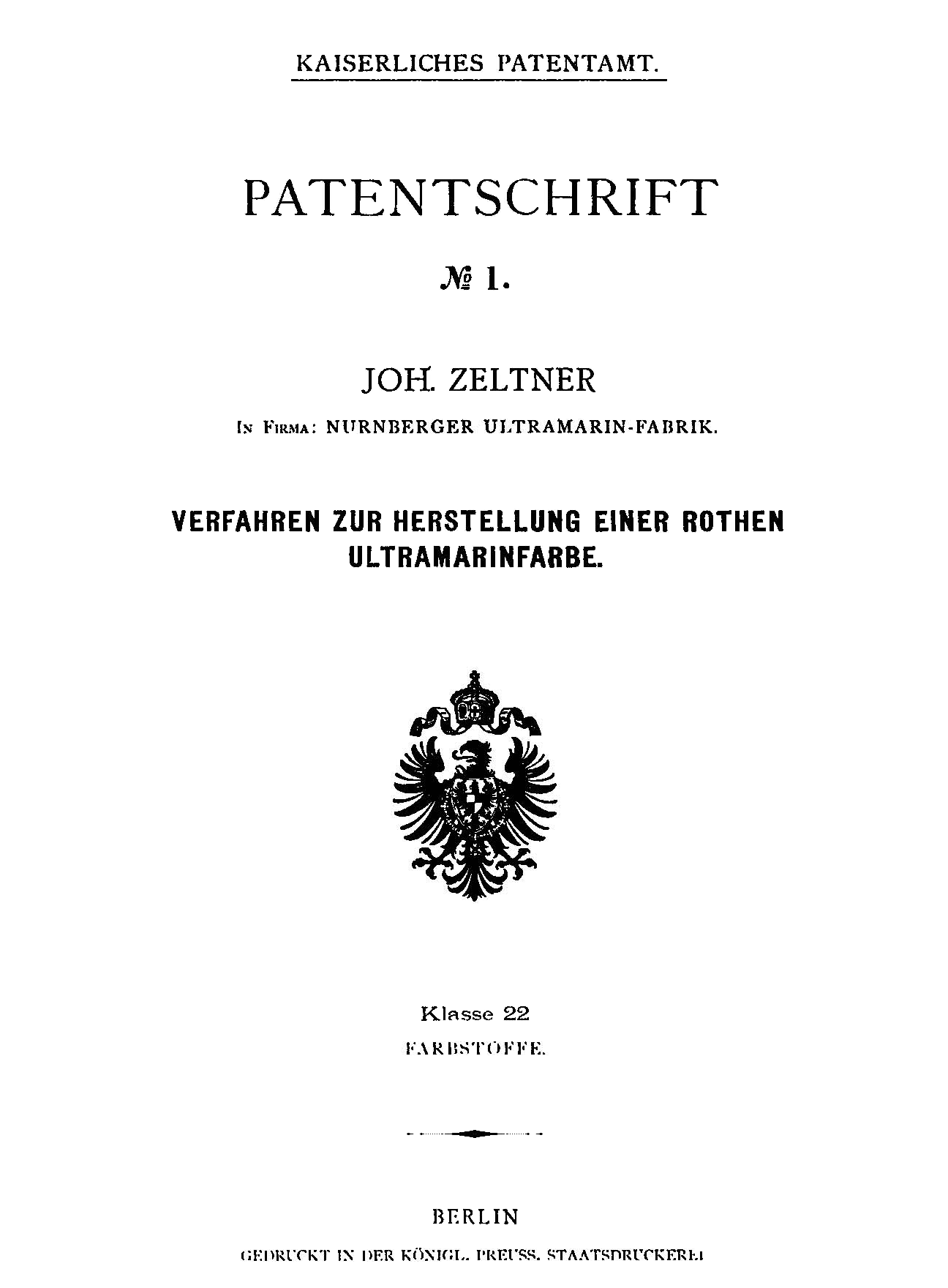
1877: Zeltners Patent

- 1877: Johannes Zeltner meldet sein Verfahren zur Herstellung einer rothen Ultramarinfarbe zum Patent an und erhält darauf das erste deutsche Reichspatent.
- 1890: US-Präsident Benjamin Harrison setzt den von Senat und Kongress verabschiedeten Sherman Antitrust Act in Kraft. Die Regierung erhält damit eine Möglichkeit, die Marktmacht von Monopolen einzuschränken.
- 1905: Die Debeka, die sich später zu einer der größten Gesellschaften der Versicherungs- und Bausparbranche in Deutschland entwickelt, wird als Krankenunterstützungskasse für die Gemeindebeamten der Rheinprovinz gegründet.
- 1962: Sam Walton eröffnet den ersten Wal-Mart Discount City store in Rogers (Arkansas).

### Wissenschaft und Technik
- 1779: The Iron Bridge, der weltweit erste gusseiserne Brückenbogen, überspannt einen Fluss, den britischen Severn.

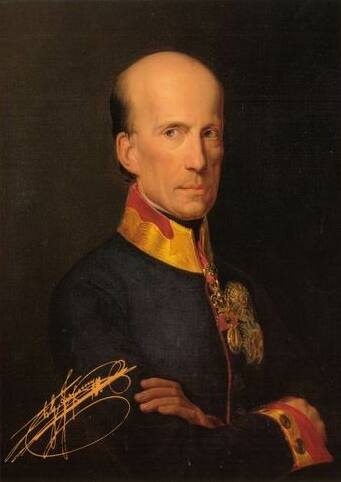
1846: Johann von Österreich

- 1846: Erzherzog Johann von Österreich wird von Kaiser Ferdinand I. von Österreich zum Kurator für eine kaiserlich-königliche Akademie der Wissenschaften ernannt, die am 14. Mai 1847 offiziell gegründet wird.

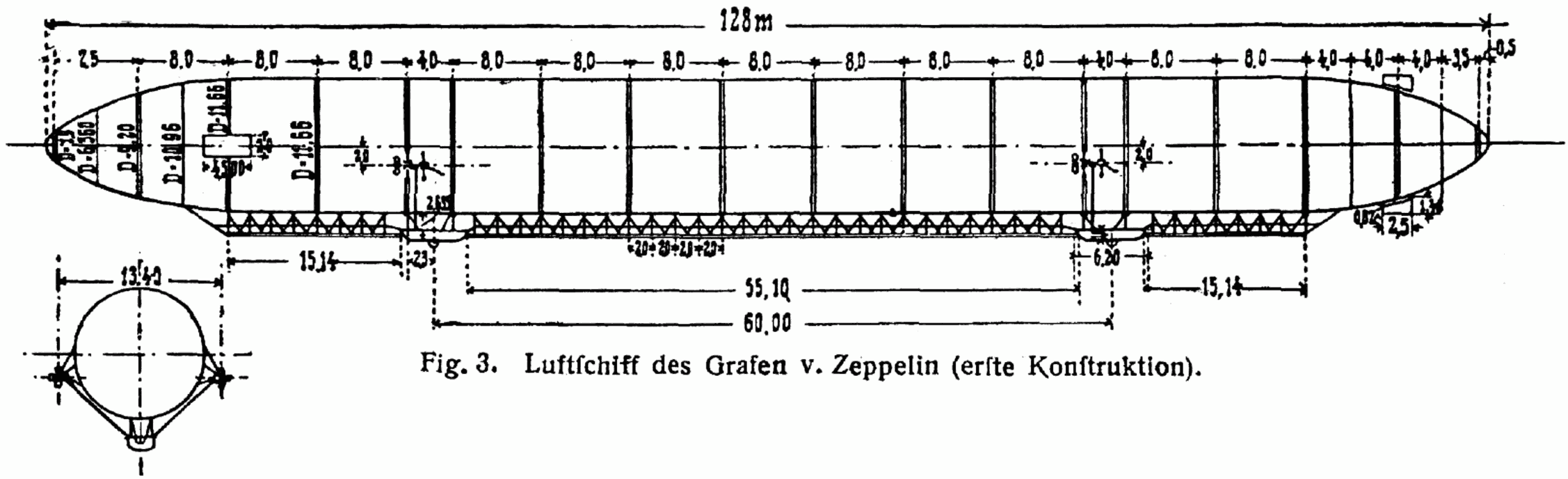
1900: Skizze von LZ 1

- 1900: Mit dem Start des ersten Zeppelins LZ 1 des Grafen von Zeppelin findet am Ufer des Bodensees die erste Fahrt eines Starrluftschiffes statt.
- 1919: Das britische Starrluftschiff R34 startet von East Fortune, Schottland, aus zur ersten Nonstopfahrt eines Luftschiffes über den Atlantik.
- 1985: Zur Erforschung des Halleyschen Kometen wird die europäische Raumsonde Giotto, benannt nach Giotto di Bondone, vom Weltraumbahnhof in Kourou gestartet.

### Kultur

1912: Insel-Bücherei Nr. 1, Rilke: Cornet

- 1912: Die am 23. Mai angekündigten, von Hand gesetzten ersten 12 Bände der noch heute bestehenden Insel-Bücherei werden vom Insel Verlag an die Buchhandlungen ausgeliefert.
- 1944: Uraufführung der Oper Die Hochzeit des Jobs von Joseph Haas an der Staatsoper in Dresden.
- 1970: Das ZDF stellt die Spielshow Der goldene Schuß, moderiert von Vico Torriani, mit der fünfzigsten Sendung ein. Die Show war die erste in Farbe ausgestrahlte Unterhaltungssendung im deutschen Fernsehen und in den 1960er Jahren durch Lou van Burg populär geworden.
- 1983: Uraufführung des musikalischen Märchens Prinz Chocolat von Gottfried von Einem in Bern.
- 1998: Joanne K. Rowling veröffentlicht das zweite Buch ihrer Harry-Potter-Reihe, Harry Potter und die Kammer des Schreckens.

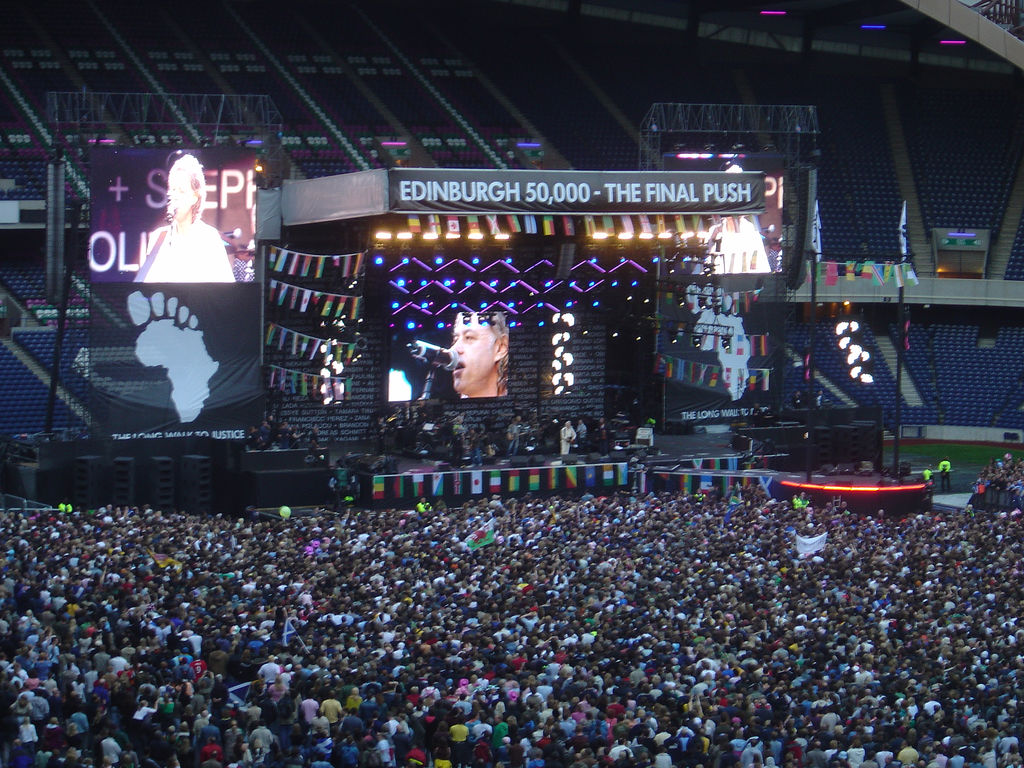
2005: Live-8-Konzert in Edinburgh

- 2005: An zehn verschiedenen Orten gleichzeitig findet unter dem Motto Make Poverty History von Bob Geldof und Bono organisiert das Live-8-Konzert statt. Der Name lehnt sich an das Live-Aid-Konzert von 1985 an.

### Gesellschaft
- 1720: Der Grundstein des Mannheimer Schlosses, der Residenz der pfälzischen Kurfürsten, wird gelegt.
- 1955: Der Tierpark Berlin wird in Ost-Berlin eröffnet, damit die Bevölkerung nach der Teilung der Stadt auch im Osten einen Zoo besuchen kann.
- 1994: Der kolumbianische Nationalspieler Andrés Escobar wird vor einer Bar erschossen, weil er bei der Fußball-WM wenige Tage zuvor ein Eigentor erzielt und damit zum Ausscheiden seiner Mannschaft beigetragen hat.

### Religion
- 0311: Miltiades tritt sein Amt als Bischof von Rom an.

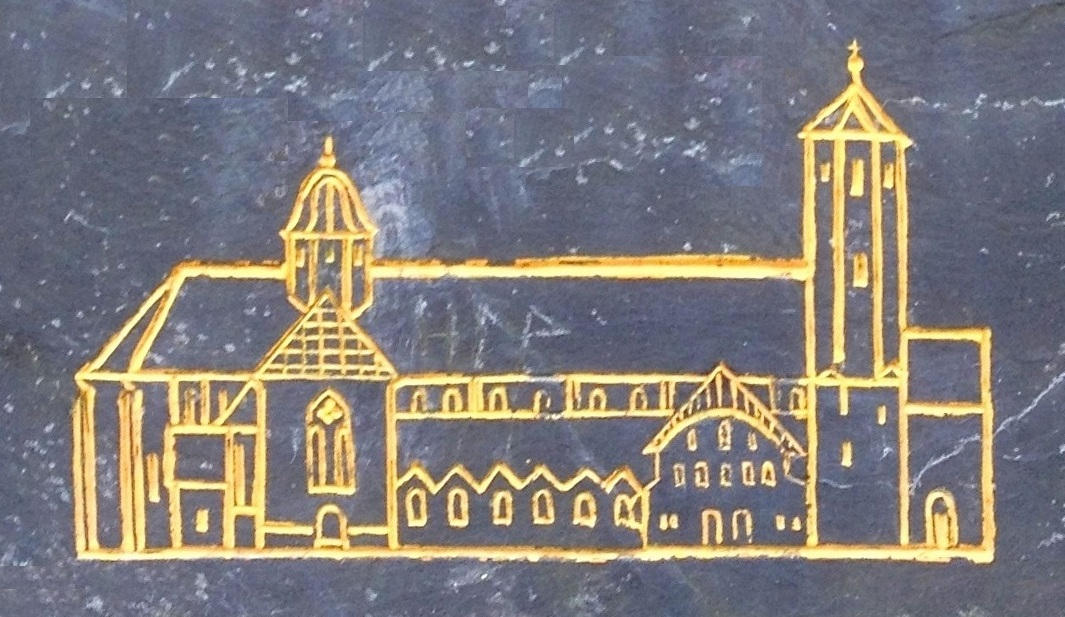
1051: Rekonstruktionsskizze des Goslarer Doms

- 1051: Der Kölner Erzbischof Hermann II. weiht in der Pfalz zu Goslar die Stiftskirche St. Simon und St. Judas.

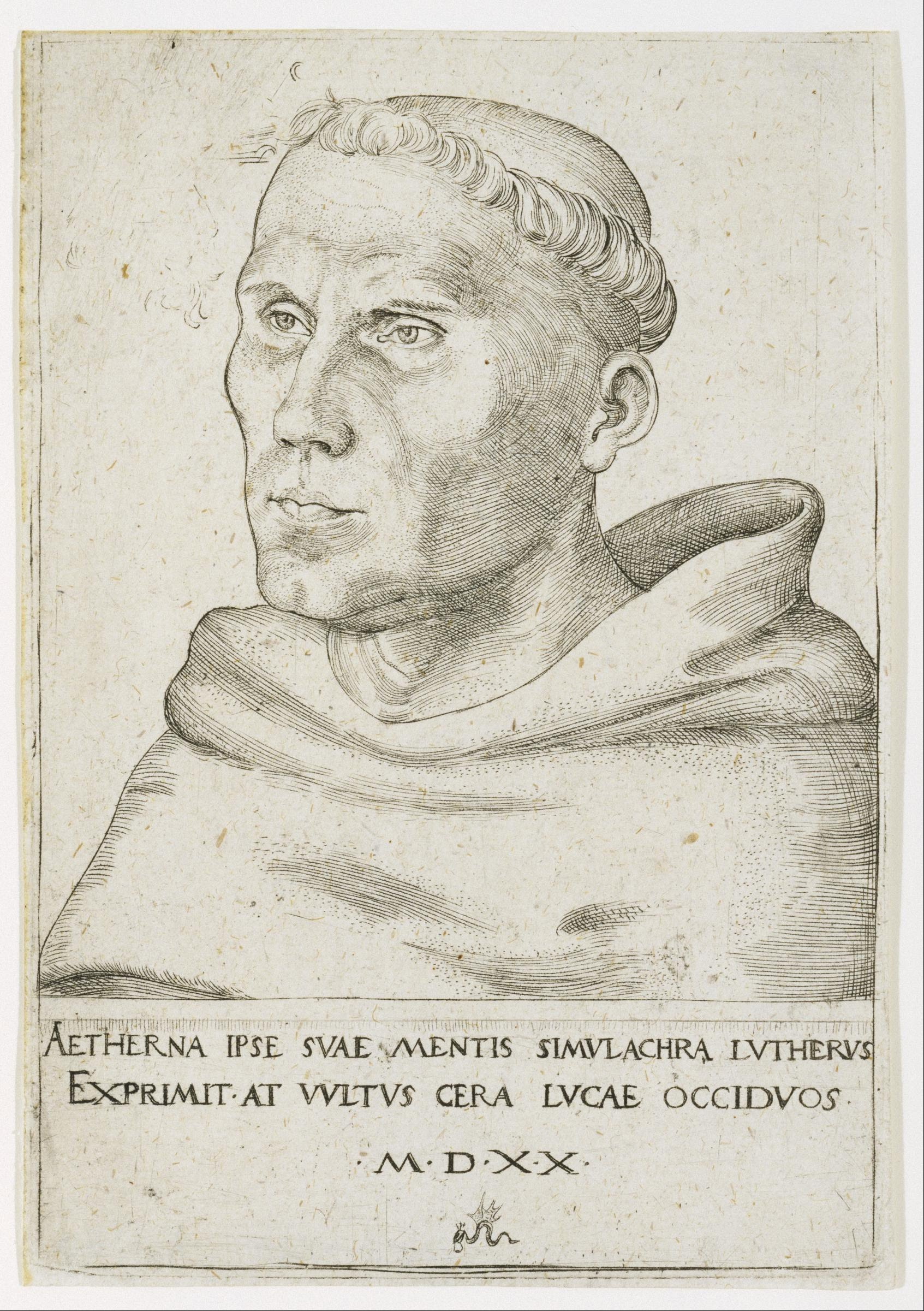
1505: Martin Luther

- 1505: Der Jurastudent Martin Luther wird in der Nähe von Erfurt beinahe vom Blitz getroffen und gelobt, Mönch zu werden.
- 1865: William Booth hält in Whitechapel eine Versammlung ab, die als Gründung der späteren Heilsarmee angesehen wird.
- 1894: In der Enzyklika Litteras a vobis macht Papst Leo XIII. Ausführungen zum Klerus in Brasilien und unterstützt den von dort vorgetragenen Wunsch, die Anzahl der Bischöfe zu erhöhen.
- 1931: Im Bonn Agreement stellen die Altkatholischen Kirchen der Utrechter Union und die Kirchen der Anglican Communion die Kirchengemeinschaft (Full Communion) fest.

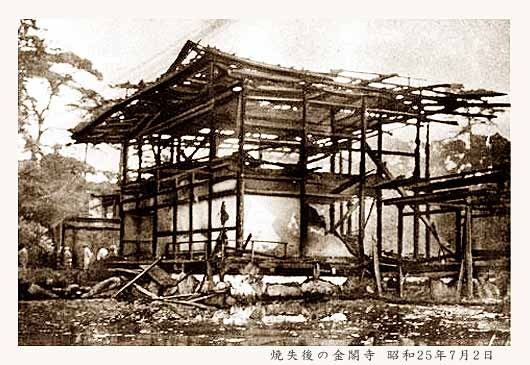
1950: Kinkaku-ji-Pavillon nach dem Brand

- 1950: Im Nordwesten der japanischen Stadt Kyōto fällt in der Kinkaku-ji-Tempelanlage der aus dem Jahr 1397 stammende Goldene Pavillon der Brandstiftung eines buddhistischen Mönchs zum Opfer, der die Schönheit des Tempels nicht ertragen kann.

### Katastrophen

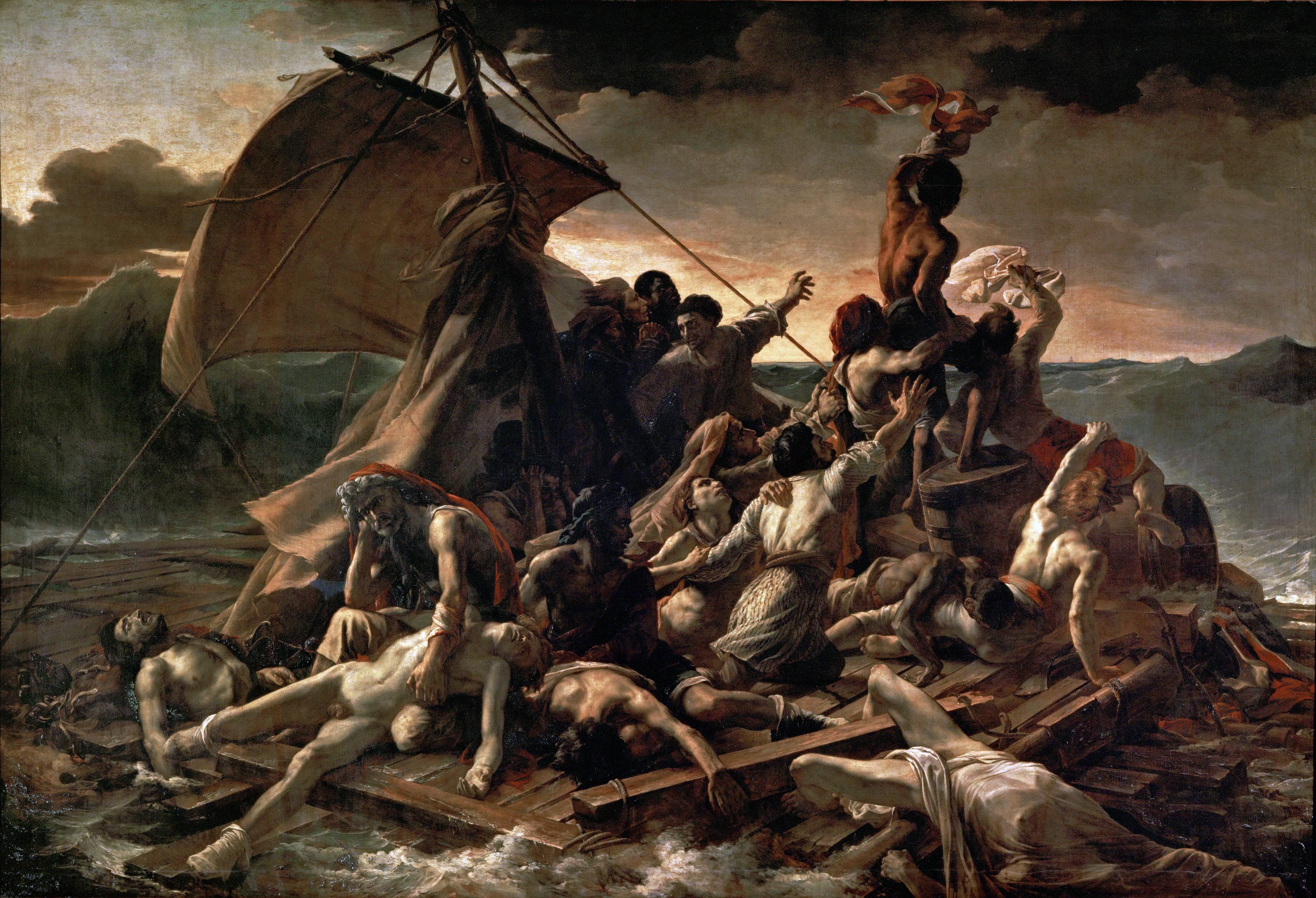
1816: Das Floß der Medusa

- 1816: Die französische Fregatte Méduse läuft aufgrund von Inkompetenz der Befehlshaber auf der Arguin-Sandbank vor Westafrika auf Grund. Von den rund 400 Personen an Bord kommen mehr als die Hälfte in den nächsten Wochen ums Leben, die meisten von ihnen auf einem notdürftig gezimmerten Floß, weil in den Beibooten nicht genügend Platz ist.
- 1940: Das deutsche U-Boot U-47 versenkt das britische Marinetransportschiff »Arandora Star«. Bei der Schiffskatastrophe sterben mehr als 800 Personen, darunter der ehemalige Reichstagsabgeordnete Karl Olbrysch und seine Lebensgefährtin, vor allem aber deutsche und italienische Internierte.
- 1957: Ein Erdbeben der Stärke 7,4 im Iran fordert etwa 1200 Tote.
- 1990: Eine ausbrechende Massenpanik in einem Fußgängertunnel bei Mekka kostet 1427 muslimische Pilger, die sich auf dem Haddsch befinden, das Leben.
- 2010: Im kongolesischen Ort Sange (Südkivu) fordert die Explosion eines verunglückten, mit Motorenbenzin beladenen Tankwagens letztlich 271 Tote und über 150 Verletzte.

Kleinere Unglücksfälle sind in den Unterartikeln von Katastrophe und in der Liste von Katastrophen aufgeführt.

### Sport
- 1916: Die erste Südamerikameisterschaft im Fußball beginnt, Gastgeberland ist Argentinien. Das Eröffnungsspiel endet mit einem 4:0-Sieg von Chile gegen Uruguay.
- 1948: Mit einem 2:0-Erfolg über Finnland gelingt der isländischen Fußballnationalmannschaft der erste Sieg in ihrer Geschichte.
- 1989: Bei der als Europäischer Wettbewerb für Frauenfußball bezeichneten Europameisterschaft gewinnt die deutsche Auswahl durch einen 4:1-Sieg über Norwegen erstmals den Titel.
- 1991: Die moldauische Fußballnationalmannschaft bestreitet ihr erstes Länderspiel. Der ehemalige Sowjetstaat verliert in Chișinău mit 2:4 gegen Georgien.
- 2000: Frankreich wird durch einen 2:1-Sieg gegen Italien in Rotterdam Fußball-Europameister.
- 2005: Im längsten Wimbledon-Finale der Damen aller Zeiten besiegt Venus Williams Lindsay Davenport mit 4:6, 7:6 (7:4) und 9:7.

Einträge von Leichtathletik-Weltrekorden befinden sich unter der jeweiligen Disziplin unter Leichtathletik.
Einträge zu Fußballweltmeisterschaftsspielen finden sich in den Unterseiten von Fußball-Weltmeisterschaft. Das Gleiche gilt für Fußball-Europameisterschaften.

## Geboren

### Vor dem 18. Jahrhundert

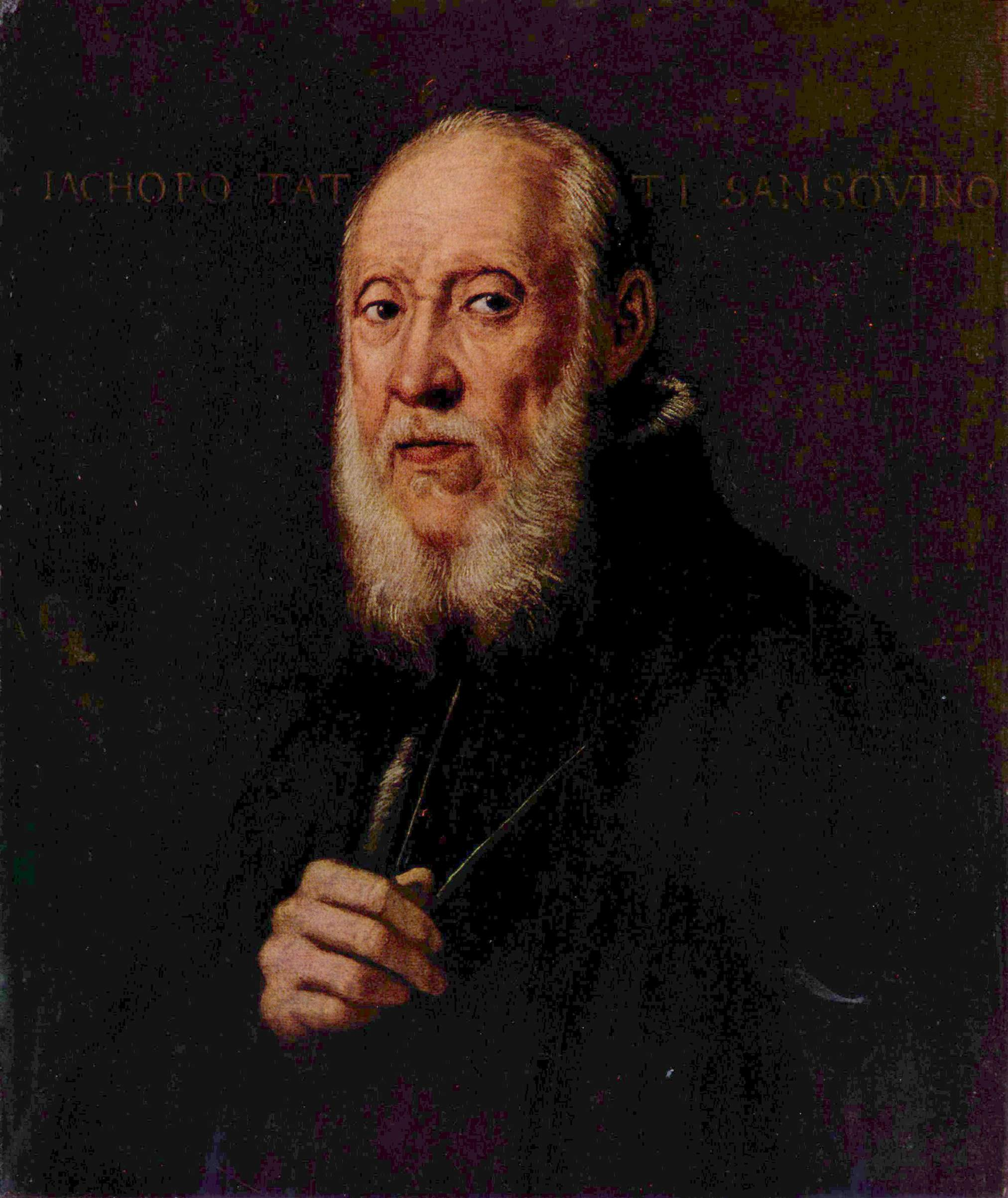
Jacopo Sansovino (* 1486)

- 0419: Valentinian III., römischer Kaiser
- 1029: Al-Mustansir, achter Kalif der Fatimiden
- 1439: Johann II. von Henneberg-Schleusingen, Fürstabt des Klosters Fulda
- 1473: Maria von Baden, Äbtissin des Klosters Lichtenthal
- 1478: Ludwig V., Kurfürst von der Pfalz
- 1486: Jacopo Sansovino, italienischer Bildhauer und Architekt
- 1489: Thomas Cranmer, englischer Reformator und Erzbischof

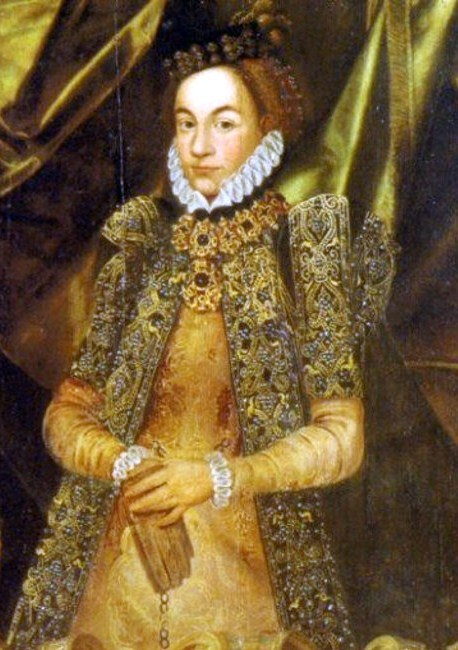
Sabina von Württemberg (* 1549)

- 1549: Sabina von Württemberg, Landgräfin von Hessen-Kassel
- 1552: Joachim von Wedel, deutscher Gutsbesitzer und Annalist
- 1561: Christoph Grienberger, deutscher Jesuitenpater und Astronom
- 1574: Dorothea Maria von Anhalt, Herzogin von Sachsen-Weimar
- 1579: Janusz Radziwiłł, litauischer Magnat und Rebell
- 1581: Johann Staden, deutscher Organist und Komponist (Taufdatum)
- 1583: Dodo zu Innhausen und Knyphausen, deutscher Feldherr in schwedischen Diensten im Dreißigjährigen Krieg
- 1623: Christian Arnd, deutscher Theologe und Logiker
- 1630: Marie-Madeleine de Brinvilliers, französische Giftmörderin
- 1644: Abraham a Sancta Clara, deutscher katholischer Geistlicher und Schriftsteller
- 1648: Arp Schnitger, deutscher Orgelbauer
- 1665: Claude François Bidal, 1er marquis d’Asfeld, Marquis d’Asfeld, Marschall von Frankreich
- 1698: Francesco III. d’Este, Herzog von Modena

### 18. Jahrhundert
- 1712: Johann Rudolph von Ahlefeldt, Herr der Güter Damp und Saxdorf

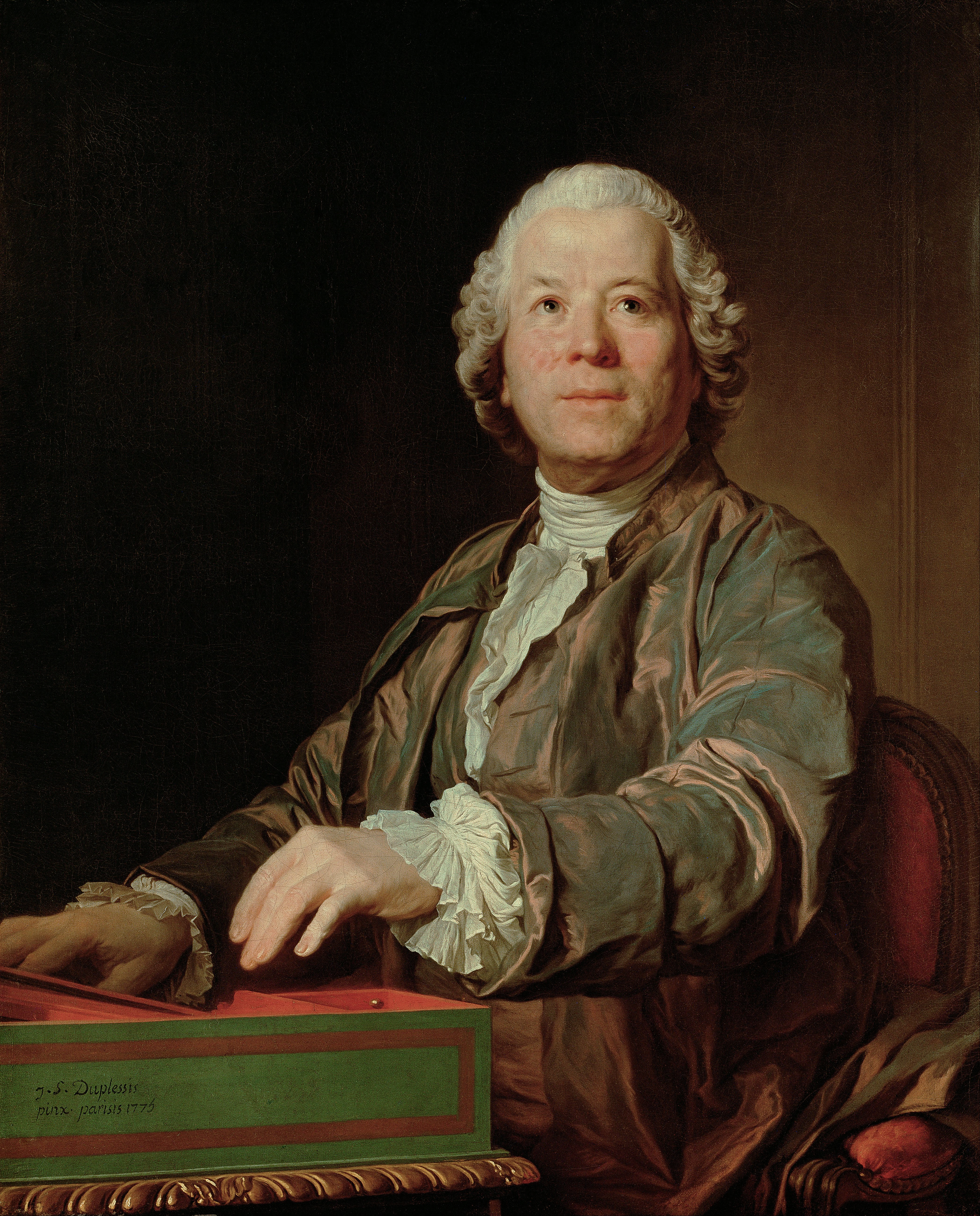
Christoph Willibald Gluck (* 1714)

- 1714: Christoph Willibald Gluck, deutscher Komponist
- 1719: Goswin Lubbert von Ketteler zu Harkotten, Domherr in Münster
- 1723: Wenzel Bernard Ambrozy, böhmischer Historienmaler
- 1723: Johann Wenzel von Bärnkopp, österreichischer Feldzeugmeister

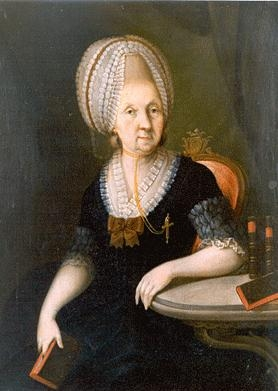
Marianna Franziska von Hornstein (* 1723)

- 1723: Marianna Franziska von Hornstein, Fürstäbtissin des adeligen Damenstifts Säckingen am Hochrhein
- 1724: Friedrich Gottlieb Klopstock, deutscher Dichter
- 1726: Karl Benjamin Acoluth, deutscher Jurist und Schriftsteller
- 1739: Matthias Friese, deutscher Schulmeister, Organist und Orgelbauer
- 1741: Susanna Jacobina Jungert, deutsche Sopranistin
- 1742: Franz Wenzel von Kaunitz-Rietberg, kaiserlich-österreichischer General und Landkomtur der Ballei Westfalen des deutschen Ordens
- 1747: Rose Bertin, französische Schneiderin, Hutmacherin und Modistin
- 1756: Christian Gottfried Körner, deutscher Herausgeber, Freund Friedrich Schillers
- 1757: Ernst Konstantin von Schubert, deutscher Jurist, Beamter in Schweden, Schwedisch-Pommern und Preußen
- 1763: Peter Ritter, deutscher Komponist, Kapellmeister und Cellist
- 1767: August Immanuel Cunitz, deutscher Mediziner
- 1770: Maximilian Joseph Pozzi, deutscher Bildhauer
- 1782: Cesare Arici, italienischer Dichter
- 1782: Christian Ferdinand Falkmann, deutscher Lehrer und Fremdsprachendidaktiker
- 1784: Teresa Belloc, italienische Opernsängerin
- 1784: Karl Ludwig Grave, deutscher Geistlicher und Pädagoge
- 1785: Christian Friedrich Heinrich Sachse, deutscher evangelischer Geistlicher und Kirchenlieddichter
- 1795: Karl Gustav Nieritz, deutscher Volks- und Jugendschriftsteller
- 1796: Michael Thonet, deutscher Tischlermeister und Industrieller
- 1799: Leopold von Ledebur, deutscher Historiker
- 1800: Piotr Michałowski, polnischer Maler

### 19. Jahrhundert

#### 1801–1850
- 1807: Arthur Conolly, britischer Reisender, Militär und Diplomat
- 1811: Rudolph Oppenheim, deutscher Bankier

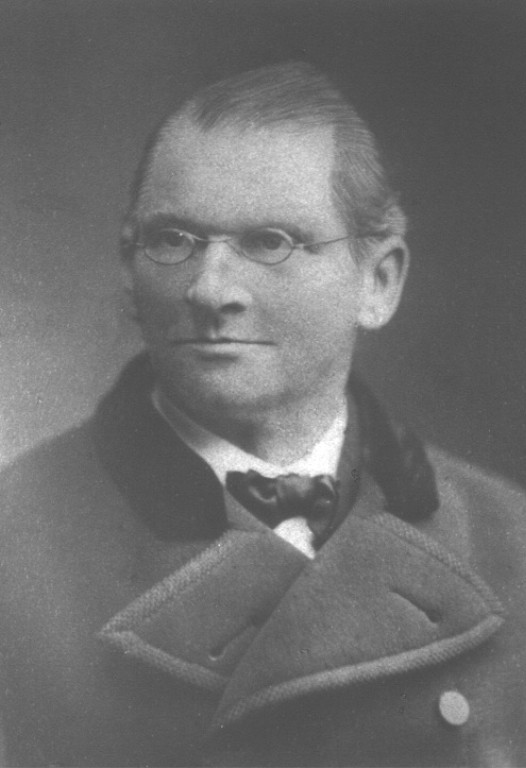
Gustav Flügel (* 1812)

- 1812: Gustav Flügel, deutscher Komponist
- 1814: Jean-Louis Ancrenaz, Schweizer Politiker
- 1817: Carl Richard Unger, norwegischer Philologe
- 1819: Thomas Anderson, schottischer Chemiker und Mediziner
- 1819: Charles-Louis Hanon, französischer Pianist und Komponist
- 1821: Charles Tupper, kanadischer Premierminister
- 1824: Charles-Eugène Galiber, französischer Marineoffizier und Politiker
- 1825: Émile Ollivier, französischer Politiker
- 1828: Heinrich Feistel, deutscher Jurist und Landtagspräsident
- 1831: Werner Hagedorn, deutscher Chirurg
- 1834: Hendrik Peter Godfried Quack, niederländischer Historiker und Ökonom
- 1836: Ernst Carstanjen, deutscher Chemiker
- 1838: Paula Carlsen, deutsche Kinderdarstellerin und Theaterschauspielerin
- 1839: Konstantin Jegorowitsch Makowski, russischer Maler
- 1840: Emilie Bach, österreichische Journalistin, Direktorin der von ihr gegründeten k.k. Fachschule für Kunststickerei
- 1841: Alexander Michailowitsch Saizew, russischer Chemiker
- 1842: Albert Ladenburg, deutscher Chemiker
- 1846: Ferdinand Becker, deutscher Maler

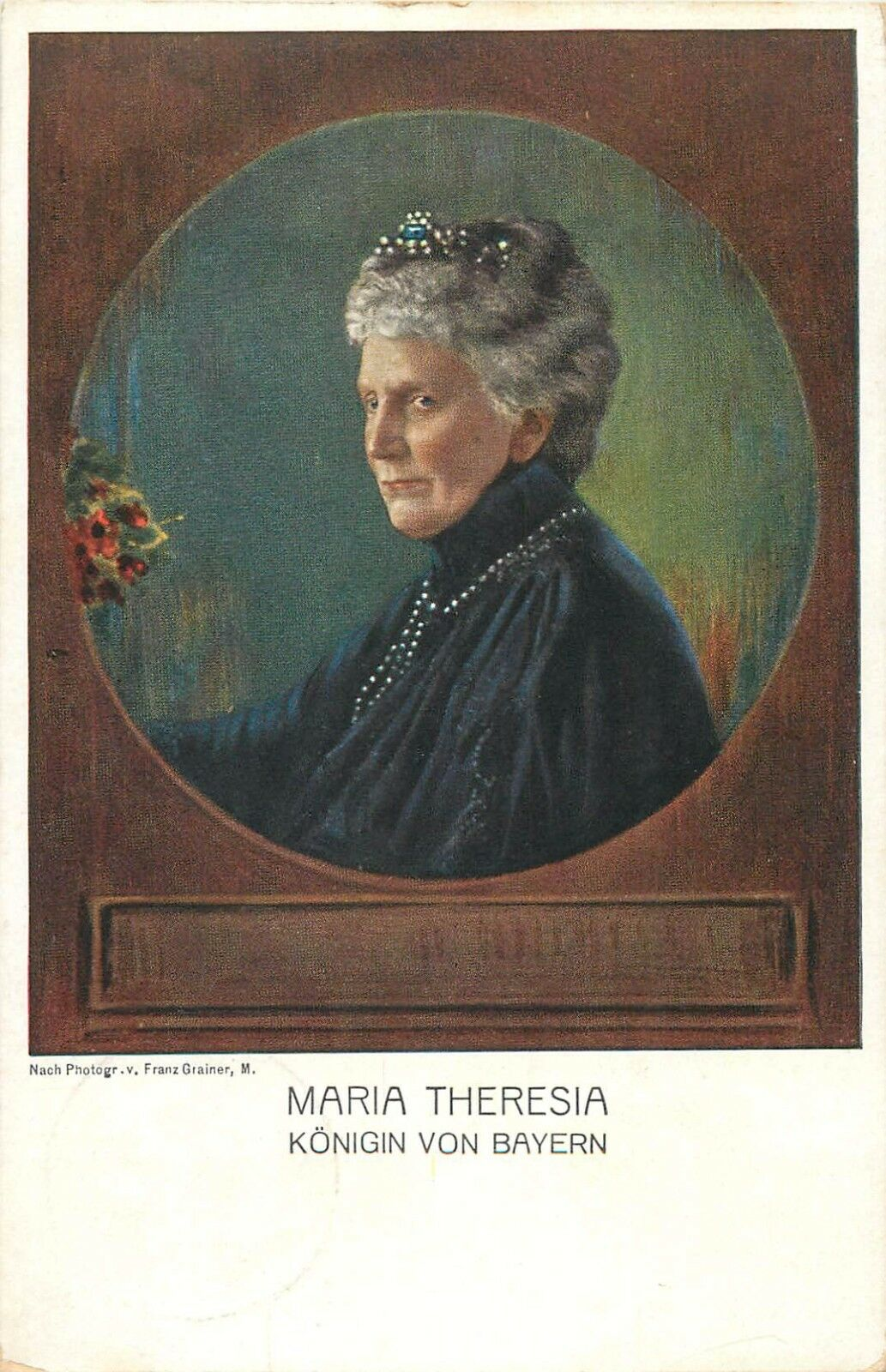
Maria Theresia Königin von Bayern (* 1849)

- 1849: Marie Therese von Österreich-Este, letzte Königin von Bayern

#### 1851–1900

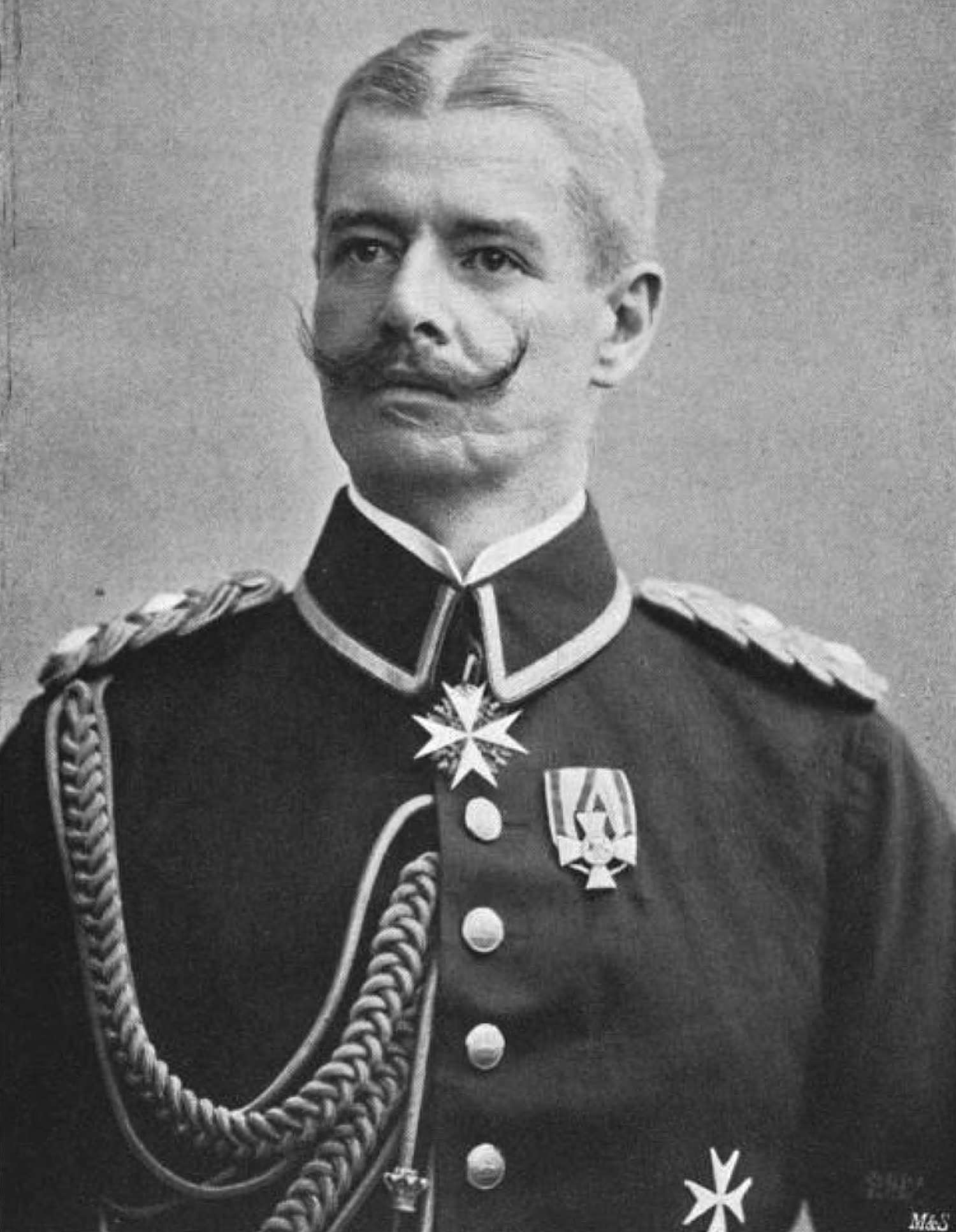
Jesko von Puttkamer (* 1855)

- 1855: Jesko von Puttkamer, deutscher Kolonialbeamter, Gouverneur von Kamerun
- 1858: Georg Heinrich Maria Kirstein, Bischof von Mainz
- 1859: Otto Böckel, deutscher Bibliothekar, Volksliedforscher und Politiker
- 1860: Georg Thieme, deutscher Verleger
- 1862: William Henry Bragg, britischer Physiker, Nobelpreisträger
- 1862: Christopher Cradock, britischer Konteradmiral
- 1864: Albert Armitage, britischer Polarforscher
- 1865: Lily Braun, deutsche Schriftstellerin und Politikerin
- 1865: Heinrich Waderé, deutscher Bildhauer und Medailleur
- 1869: Liane de Pougy, französische Ballett-Tänzerin und Schriftstellerin
- 1874: Maximilian von der Asseburg-Neindorf, deutscher Rittergutsbesitzer, Verwaltungsbeamter und Parlamentarier
- 1876: Harriet Brooks, kanadische Atomphysikerin
- 1876: Wilhelm Cuno, deutscher Reichskanzler

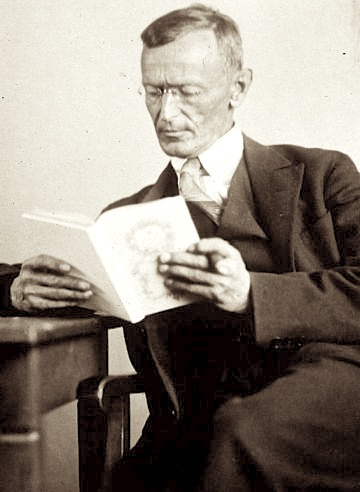
Hermann Hesse (* 1877)

- 1877: Hermann Hesse, deutschsprachiger Schriftsteller und Maler, Nobelpreisträger
- 1879: Hans Ailbout, deutscher Musiker, Musikdirektor und Komponist
- 1879: Todor Paniza, bulgarischer Freiheitskämpfer und Terrorist
- 1880: Anton Breinl, österreichischer Zoologe und Mediziner
- 1880: Albert Szirmai, ungarischer Operettenkomponist und Dirigent
- 1881: Egenolf von Berckheim, deutscher U-Boot-Kommandant
- 1881: Eduard von Steiger, Schweizer Politiker
- 1882: Marie Bonaparte, französische Psychoanalytikerin
- 1883: Próspero López Buchardo, argentinischer Komponist
- 1884: Alfons Maria Jakob, deutscher Neurologe
- 1886: William Hammond, britischer Radsportler
- 1887: Elisabeth Baumann-Schlachter, Schweizer Schriftstellerin

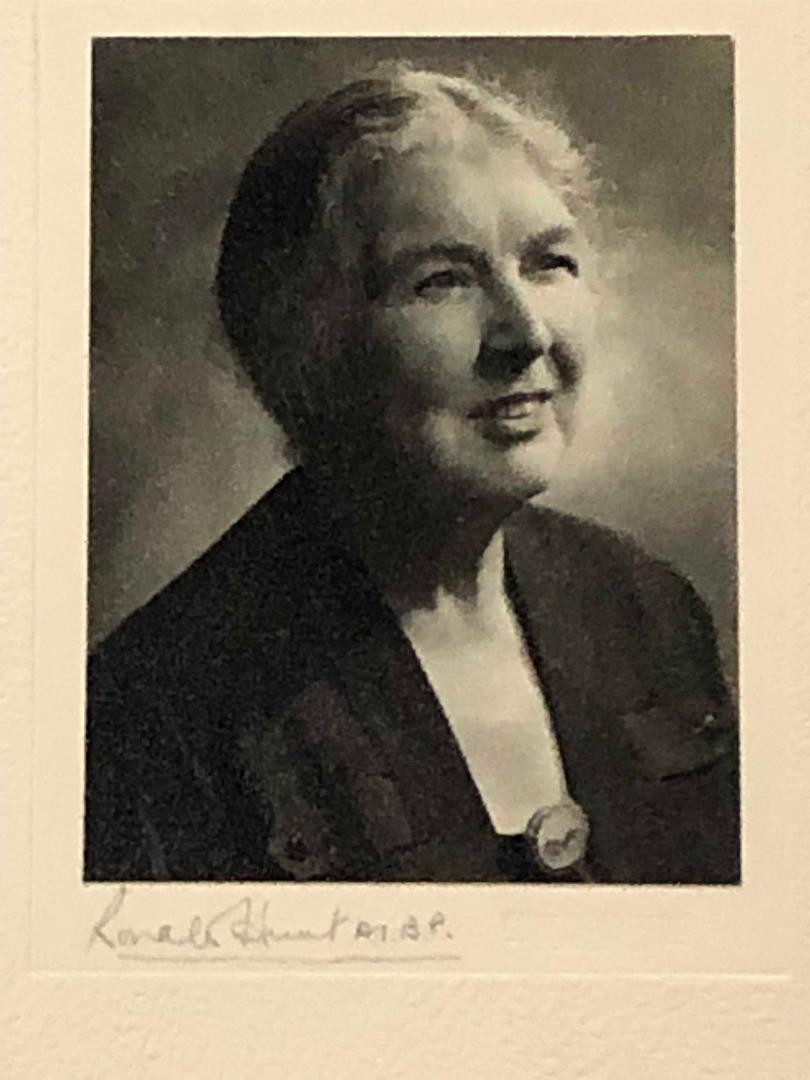
Louise Doris Adams (* 1889)

- 1889: Louise Doris Adams, britische Mathematikerin
- 1890: Amedeo Varese, italienischer Fußballspieler
- 1892: Walter Freytag, deutscher Berufsoffizier
- 1893: Johann-Volkmar Fisser, deutscher General
- 1898: Heinrich Schulte, deutscher Psychiater
- 1900: Muhammad Asad, österreichischer Gelehrter, Diplomat und Korrespondent
- 1900: Fritz Neumeyer, deutscher Cembalist und Pianist, Musikwissenschaftler und Komponist

### 20. Jahrhundert

#### 1901–1925
- 1902: Gian Andreossi, Schweizer Eishockeyspieler

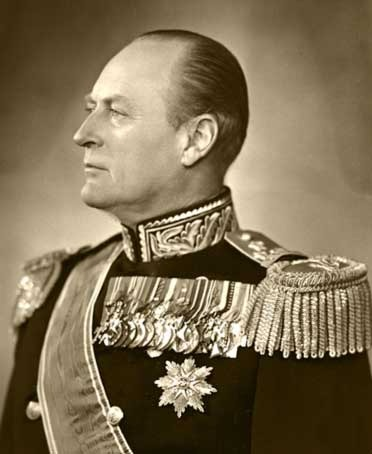
Olav V. (* 1903)

- 1903: Alec Douglas-Home, britischer Politiker, Premierminister
- 1903: Olav V., König von Norwegen
- 1904: René Lacoste, französischer Tennisspieler und Modeschöpfer
- 1905: George Stam, niederländischer Organist, Komponist und Musikpädagoge
- 1905: Ishikawa Tatsuzō, japanischer Schriftsteller
- 1906: Hans Bethe, deutsch-US-amerikanischer Kernphysiker, Nobelpreisträger
- 1906: Carmen Mory, Gestapo-Agentin, Blockälteste im KZ Ravensbrück
- 1906: Jan Petersen, deutscher Schriftsteller
- 1907: Kurt Birrenbach, deutscher Politiker, MdB
- 1908: Samuel Hersenhoren, kanadischer Geiger und Dirigent
- 1909: Hermann Bengtson, deutscher Althistoriker
- 1910: H. G. Adler, tschechoslowakisch-englischer Schriftsteller
- 1910: C. C. Bergius, deutscher Schriftsteller
- 1911: Reg Parnell, englischer Automobilrennfahrer und Teamchef
- 1911: Bohdan Wodiczko, polnischer Dirigent und Musikpädagoge
- 1912: Øystein Gaukstad, norwegischer Musikwissenschaftler und Bibliothekar
- 1912: Bill Mitchell, US-amerikanischer Designer von Autokarosserien
- 1914: Alois Andritzki, deutsch-sorbischer katholischer Priester, Märtyrer
- 1914: Sveinn Ingvarsson, isländischer Leichtathlet
- 1914: Erich Topp, deutscher U-Boot-Kommandant im Zweiten Weltkrieg, Offizier in der Bundesmarine
- 1914: Waluliso, österreichischer Friedensaktivist
- 1915: Friedrich Hachenberg, deutscher Forstmann und Historiker
- 1915: Arthur Wellesley, 8. Duke of Wellington, britischer Brigadegeneral und Unternehmer

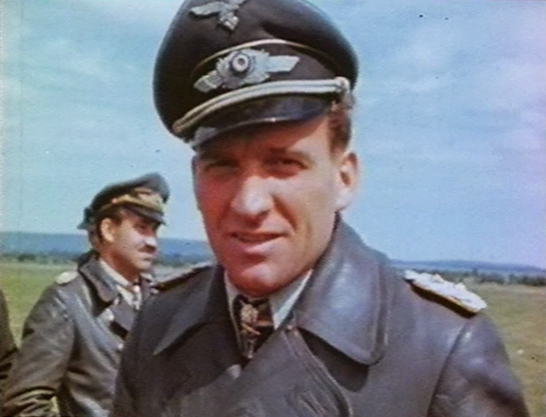
Hans-Ulrich Rudel (* 1916)

- 1916: Hans-Ulrich Rudel, deutscher Schlachtflieger im Zweiten Weltkrieg
- 1916: Ken Curtis, US-amerikanischer Country-Sänger und Schauspieler
- 1918: Franz Marischka, österreichischer Regisseur
- 1919: Willy Daetwyler, Schweizer Automobilrennfahrer und Unternehmer
- 1919: Henri Génès, französischer Schauspieler
- 1920: Annette Kerr, britische Schauspielerin in Film, Fernsehen und Theater
- 1920: Andreas Lindt, Schweizer evangelischer Geistlicher und Hochschullehrer
- 1922: Josef Guggenmos, deutscher Lyriker und Kinderbuchautor
- 1922: Pierre Cardin, französischer Modeschöpfer und Unternehmer
- 1922: Jacques Pollet, französischer Automobilrennfahrer
- 1923: Karl Otmar von Aretin, deutscher Historiker

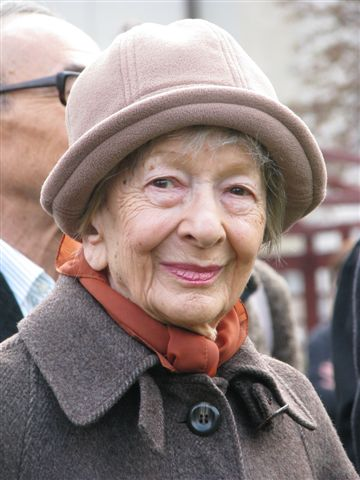
Wisława Szymborska (* 1923)

- 1923: Wisława Szymborska, polnische Dichterin, Nobelpreisträgerin
- 1925: María Judith Franco, puerto-ricanische Schauspielerin und Synchronsprecherin
- 1925: Patrice Lumumba, erster Ministerpräsident des Kongo

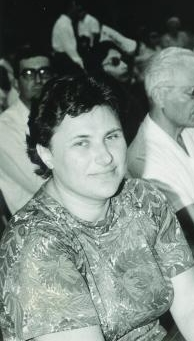
Olha Arseniwna Olijnyk (* 1925)

- 1925: Olha Olijnyk, russische Mathematikerin ukrainischer Herkunft

#### 1926–1950
- 1926: Clara Walker, US-amerikanische Schwimmerin

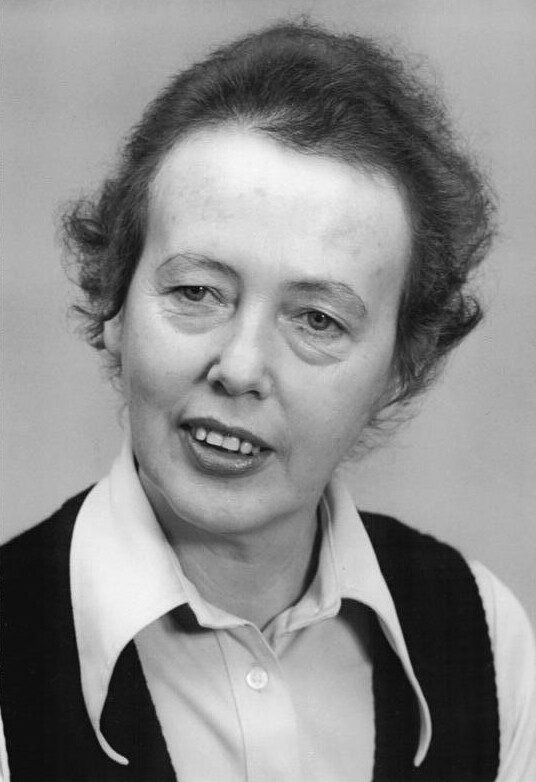
Ruth Berghaus (* 1927)

- 1927: Ruth Berghaus, deutsche Choreografin, Opern- und Theaterregisseurin
- 1927: Robert F. Schloeth, Schweizer Zoologe
- 1927: Brock Peters, US-amerikanischer Schauspieler und Sänger
- 1929: Knud Bruun Jensen, dänischer Ruderer
- 1929: Adam Seide, deutscher Schriftsteller und Galerist
- 1930: Ahmad Jamal, afro-amerikanischer Jazzpianist und Komponist
- 1930: Ota Pavel, tschechischer Schriftsteller, Sportpublizist, Erzähler und Journalist
- 1930: Carlos Menem, argentinischer Jurist und Politiker, Staatspräsident
- 1931: Oddur Pétursson, isländischer Skilangläufer
- 1931: Joachim Stalmann, deutscher Theologe, Kirchenmusiker, Liturgie- und Musikwissenschaftler
- 1932: Els Bolkestein, niederländische Opernsängerin
- 1932: Waldemar Matuška, tschechoslowakischer Schlagersänger und Schauspieler
- 1933: David Lewin, US-amerikanischer Musiktheoretiker, Musikwissenschaftler, Pianist und Komponist
- 1933: Helmut Just, Ost-Berliner Volkspolizist
- 1934: Camille Liénard, belgischer Bobfahrer
- 1935: Kerstin de Ahna, deutsche Schauspielerin
- 1935: Stefan Hüfner, deutscher Festkörper-Physiker
- 1936: Rex Gildo, deutscher Sänger und Schauspieler
- 1936: Géza Hofi, ungarischer Schauspieler und Humorist
- 1936: Manfred Kluth, deutscher Ruderer
- 1936: Omar Suleiman, ägyptischer Politiker

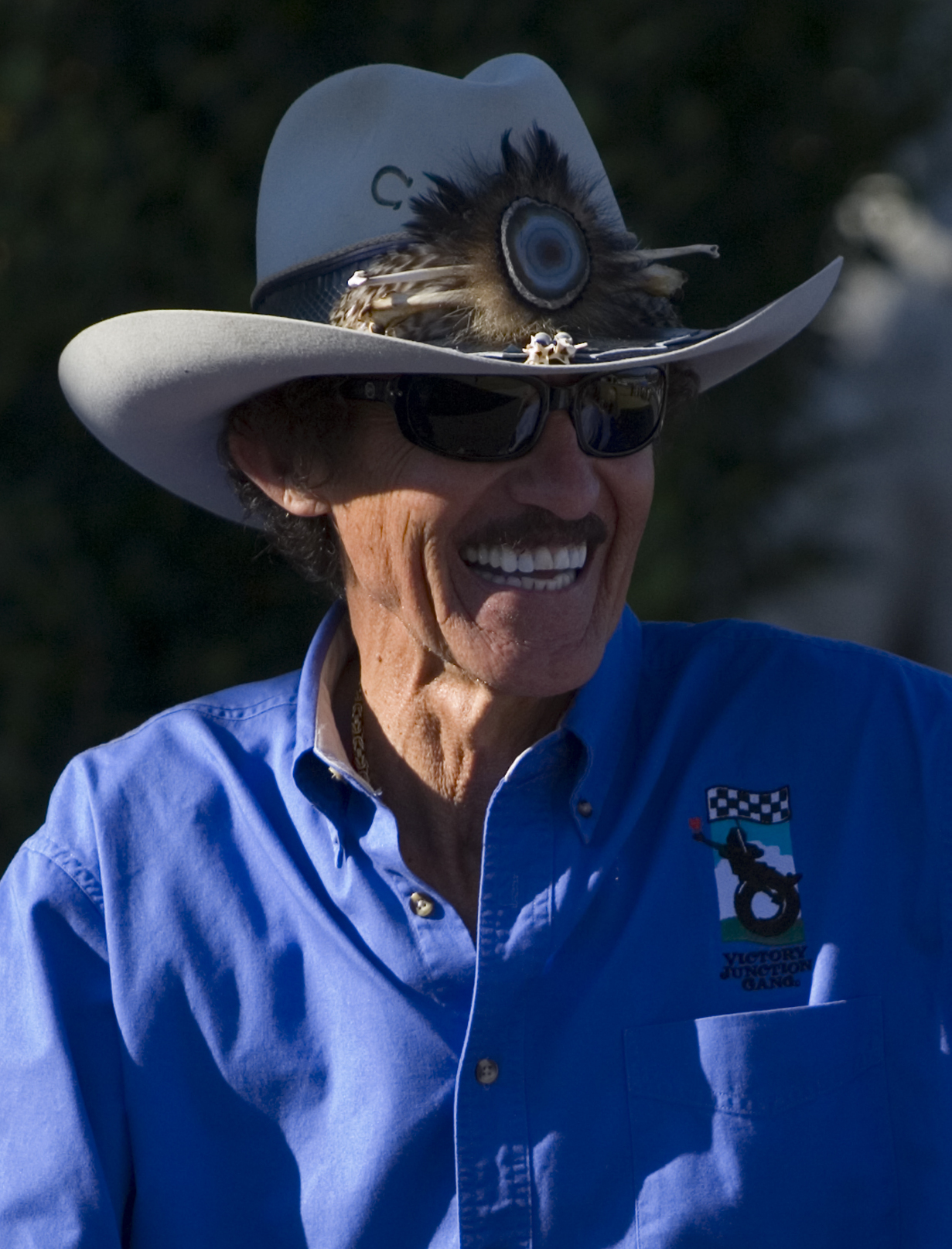
Richard Petty (* 1937)

- 1937: Richard Petty, US-amerikanischer Automobilrennfahrer
- 1938: Marcel Artelesa, französischer Fußballspieler
- 1938ː Sabine Meienreis, deutsche Filmregisseurin und Puppenspielerin
- 1938: Manfred Sondermann, deutscher Karikaturist
- 1939: Leapy Lee, britischer Sänger
- 1939: Alekos Panagoulis, griechischer Politiker, Dichter und Widerstandskämpfer
- 1939: Sultan bin Mohamed al-Qasimi, Emir von Schardscha
- 1940: Georgi Iwanow, erster bulgarischer Kosmonaut
- 1940: Tony Liscio, US-amerikanischer American-Football-Spieler
- 1941: Wendell Mottley, Leichtathlet und Politiker aus Trinidad und Tobago, Minister, Institutsgründer
- 1941: Wolfgang Schulz, deutscher Liedermacher (Schobert und Black)
- 1942: Michael Abene, US-amerikanischer Jazz-Pianist, Arrangeur, Komponist und Produzent
- 1942: Vicente Fox, mexikanischer Präsident
- 1942: Gert Neumann, deutscher Schriftsteller
- 1942: Celia Nyamweru, britisch-kenianische Kulturanthropologin und Geowissenschaftlerin
- 1942: Dieter Zurwehme, deutscher Serienmörder
- 1943: Walter Godefroot, belgischer Radrennfahrer und Team-Manager
- 1943: Piera Martell, Schweizer Schlagersängerin
- 1944: Abdul Rahman Ashraf, deutsch-afghanischer Geologe
- 1944: Hans-Werner Bertl, deutscher Politiker, MdB
- 1944: Joachim Heider (Pseudonym Alfie Khan), deutscher Komponist und Musikproduzent
- 1944: Dieter Salevsky, deutscher Endurosportler
- 1945: Dieter Grasedieck, deutscher Politiker, MdB

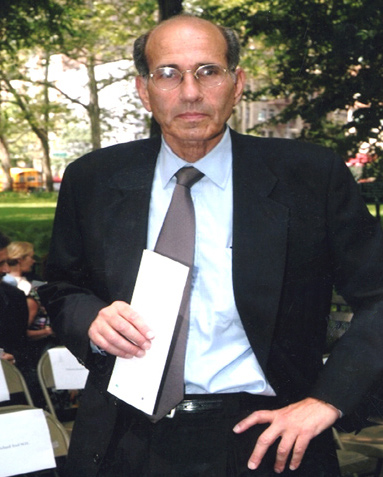
Richard Axel (* 1946)

- 1946: Richard Axel, US-amerikanischer Mediziner, Nobelpreisträger
- 1946: Jean-Luc Darbellay, Schweizer Arzt und Komponist
- 1947: Franco Abussi, italienischer Kameramann, Drehbuchautor und Filmregisseur
- 1947: Jürg Amann, Schweizer Schriftsteller
- 1949: Roy Bittan, US-amerikanischer Keyboarder

#### 1951–1975

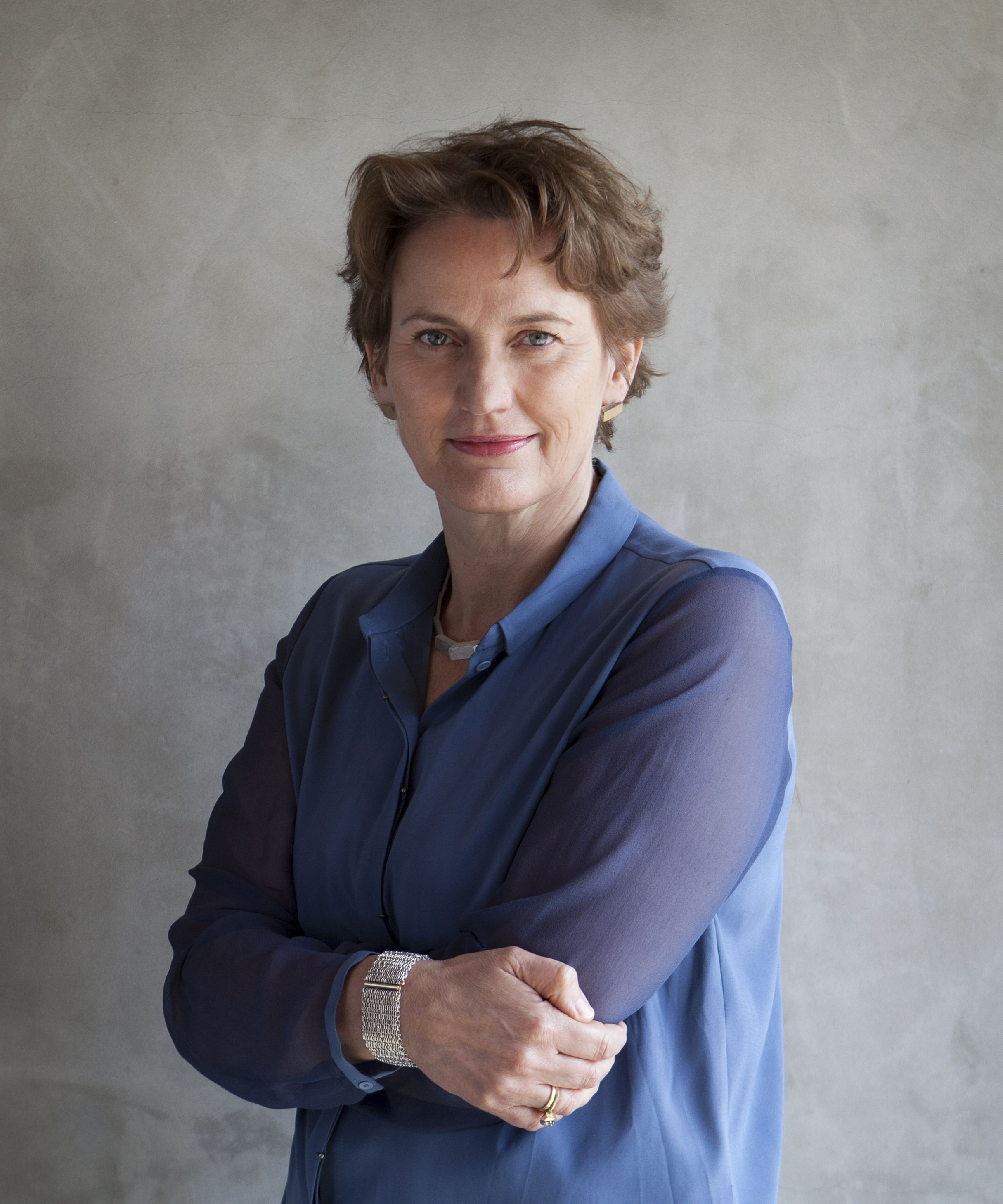
Francine Houben (* 1955)

- 1951: Sylvia Rivera, US-amerikanische Aktivistin
- 1951: Guntram Schneider, deutscher Politiker und Gewerkschafter
- 1951; Stefanie Werger, österreichische Musikerin, Autorin und Kabarettistin
- 1952: Ian Affleck, kanadischer theoretischer Physiker
- 1952: Ahmed Ouyahia, algerischer Politiker, Premierminister
- 1953: Jean-Claude Borelly, französischer Trompeter
- 1953ː Sigrid Vierck, deutsche Archäologin, Archivarin und Äbtissin
- 1954: Victor Amaya, US-amerikanischer Tennisspieler
- 1954: Gregor Maria Hanke, deutscher Geistlicher, Bischof von Eichstätt
- 1955: Andrew Divoff, venezolanischer Schauspieler
- 1955: Francine Houben, Niederländische Architektin
- 1955: Michael Freiherr von Ungern-Sternberg, deutscher Diplomat
- 1956: Jerry Hall, US-amerikanisches Fotomodell und Schauspielerin
- 1956: Roman Kretschmer, deutscher Hörspiel- und Synchronsprecher

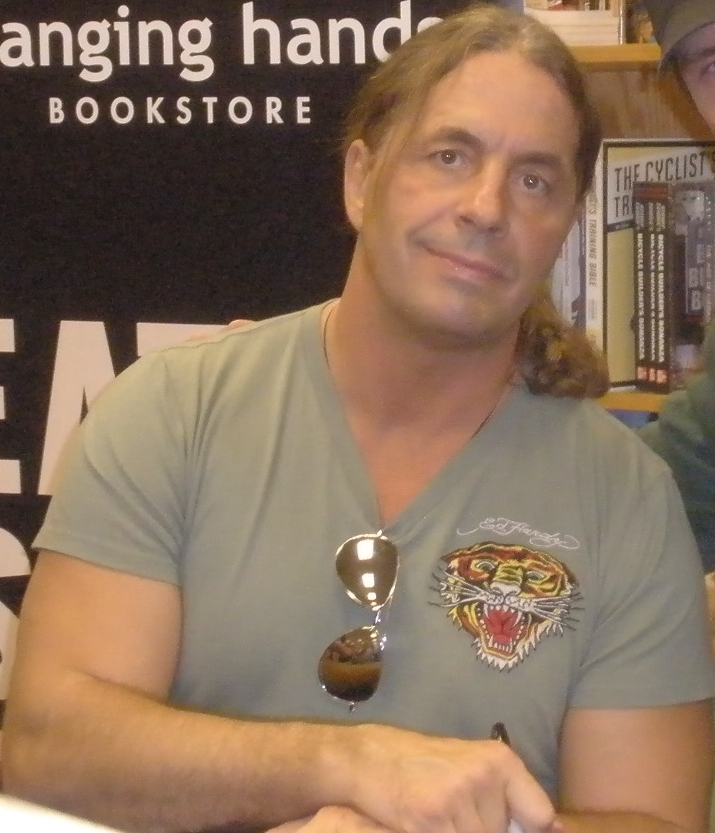
Bret Hart (* 1957)

- 1957: Bret Hart, kanadischer Wrestler
- 1958: Josephine Compaan, niederländische Ruderin
- 1958: Elke Heßelmann, deutsche Juristin
- 1958: Till Huster, deutscher Schauspieler, Sprecher und Regisseur
- 1958: Axel G. Schmidt, deutscher Ökonom und Hochschullehrer
- 1959: Cristian Diaconescu, rumänischer Rechtswissenschaftler und Diplomat
- 1960: Silvia Aeschbach, Schweizer Journalistin und Autorin
- 1961: Jürgen Aring, deutscher Geograph und Stadtplaner

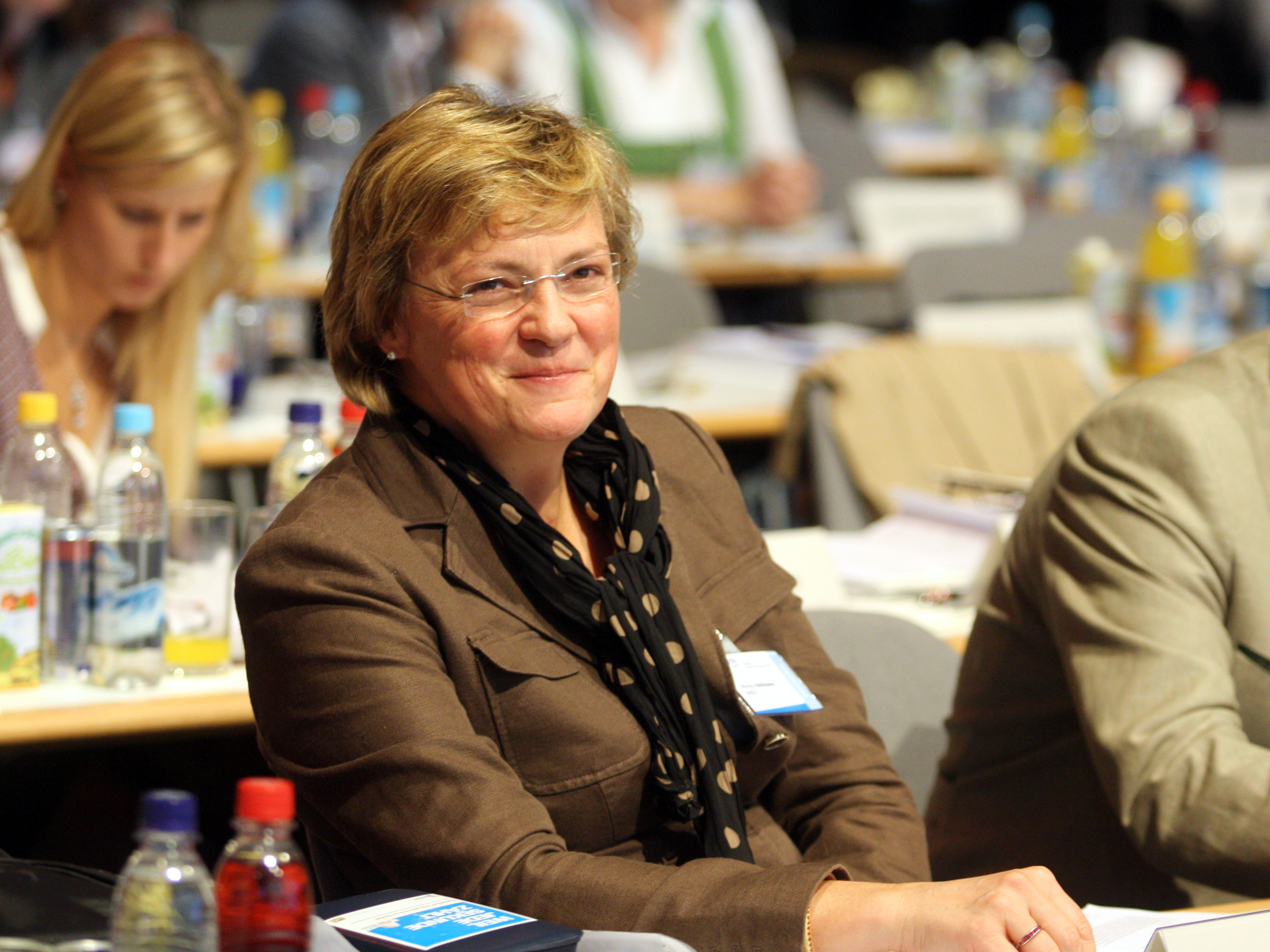
Monika Hohlmeier (* 1962)

- 1962: Monika Hohlmeier, deutsche Politikerin, MdL, MdEP
- 1963: Jean-Michel Cina, Schweizer Politiker
- 1963: Carlos Kaiser, brasilianischer Fußballspieler
- 1963: Jens Riewa, deutscher Nachrichtensprecher
- 1963: Stefan Voigt, deutscher Höhlenforscher, Naturschützer und Unternehmer
- 1964: Jörg Bergstedt, deutscher Umweltaktivist und Publizist
- 1964: José Canseco, kubanischer Baseballspieler
- 1964: Daniel Krause, deutscher Rechtsanwalt
- 1964: Dirk Martens, deutscher Schauspieler
- 1964: Richard Reisinger, deutscher Politiker
- 1964: Michael Schmitt, deutscher Physikochemiker
- 1964: Sebastian Schröder, deutscher Verwaltungsbeamter
- 1964: Tim Sullivan, US-amerikanischer Drehbuchautor, Filmregisseur und Filmproduzent
- 1965: Jürg Capol, Schweizer Skilangläufer und FIS-Rennlaufdirektor

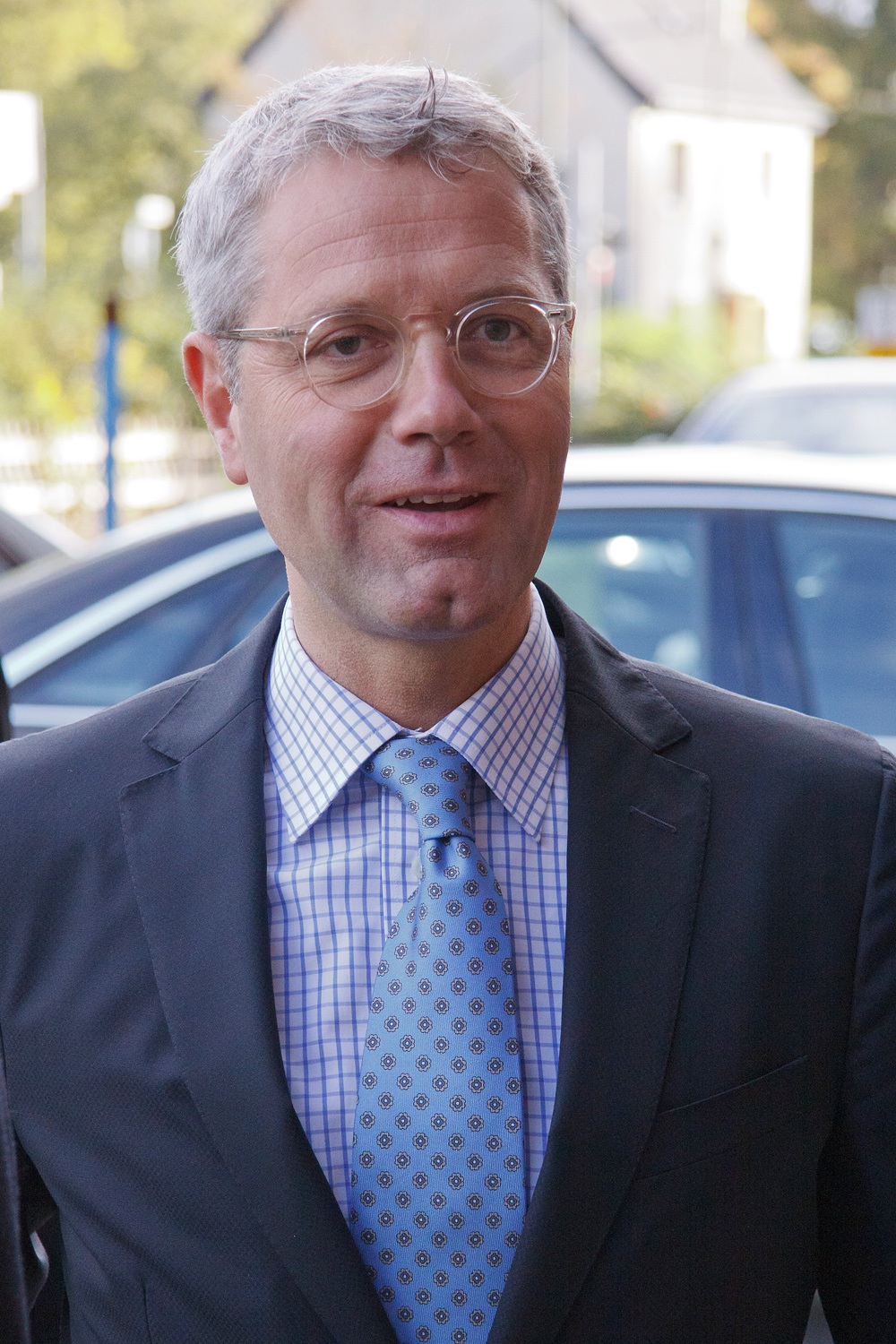
Norbert Röttgen (* 1965)

- 1965: Norbert Röttgen, deutscher Politiker, MdB, Bundesminister
- 1965: Michael Kreindl, deutscher Filmregisseur

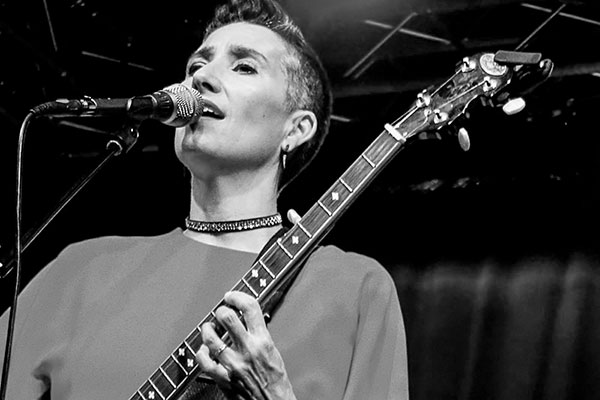
Trine-Lise Væring (* 1965)

- 1965: Trine-Lise Væring, dänische Jazzsängerin und Songwriterin
- 1966: Kathryn Erbe, US-amerikanische Schauspielerin
- 1967: Mike Collins, US-amerikanischer Politiker
- 1967: J. D. Walter, US-amerikanischer Jazzsänger
- 1968: Adrian Knup, Schweizer Fußballspieler
- 1969: Kim Wall, US-amerikanische Schauspielerin
- 1970: Yancy Butler, US-amerikanische Schauspielerin
- 1970: Detlef Soost, deutscher Tänzer und Choreograf
- 1971: Joel Otim, ugandischer Leichtathlet
- 1972: Clemens Bratzler, deutscher Fernsehmoderator und Journalist
- 1972: Darren Shan, irisch-britischer Fantasy- und Kinderbuch-Autor
- 1973: Thilo Bock, deutscher Schriftsteller
- 1973: Matthias Niggli, Schweizer Orientierungsläufer
- 1975: Mirko Bernau, deutscher Handballspieler und -trainer
- 1975: Melanie Clark Pullen, irische Schauspielerin
- 1975: Elizabeth Reaser, US-amerikanische Schauspielerin
- 1975: David Saelens, belgischer Automobilrennfahrer

#### 1976–2000

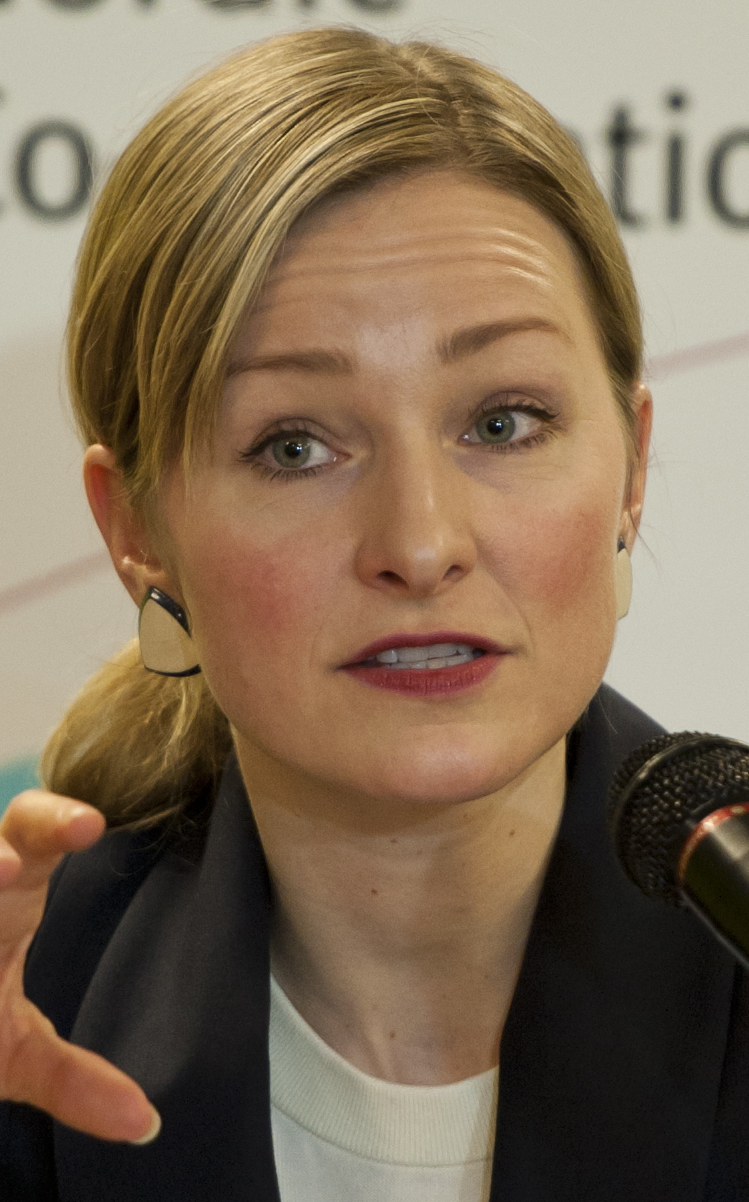
Inga Marte Thorkildsen (* 1976)
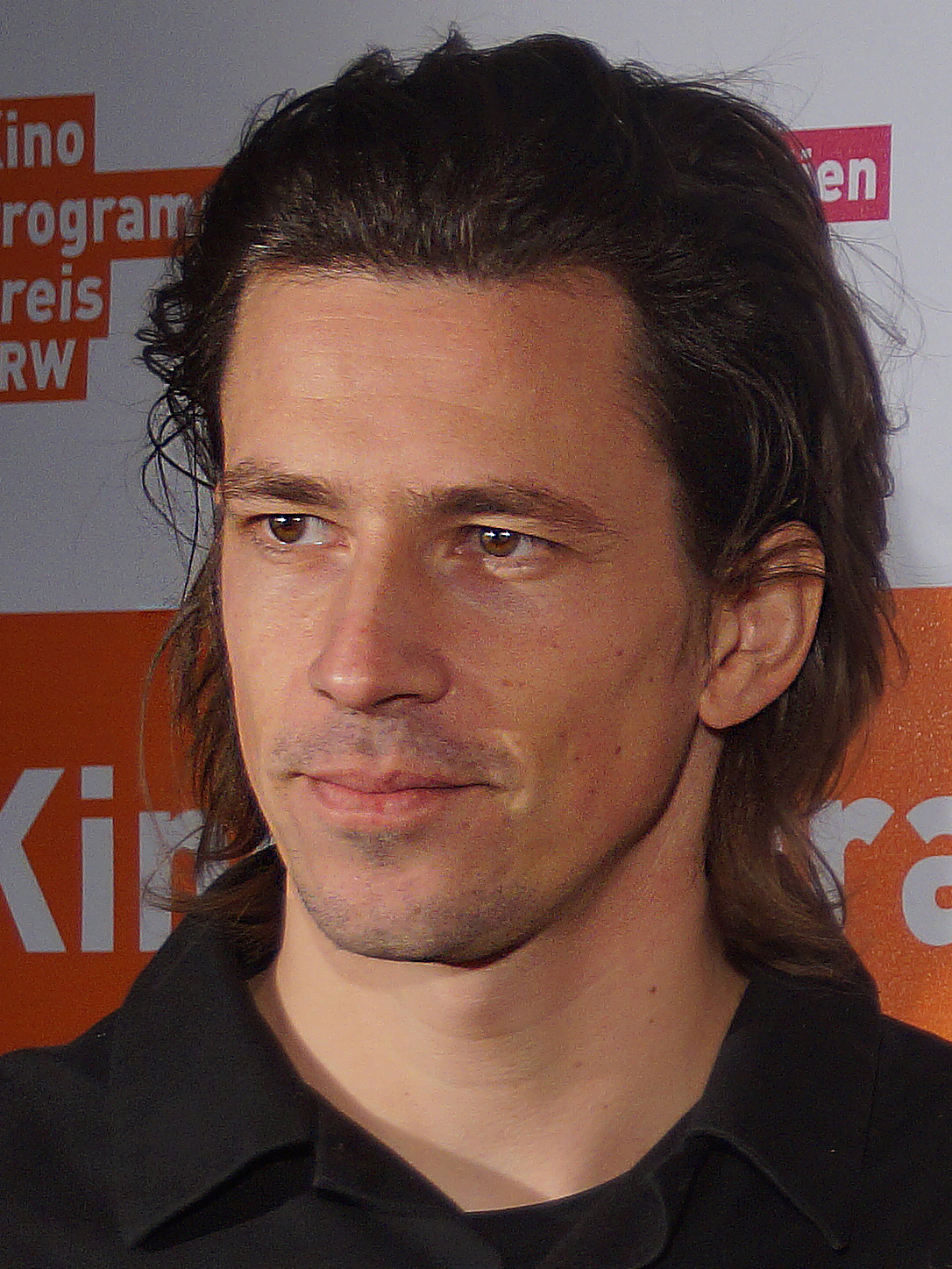
Michael Koch (* 1982)
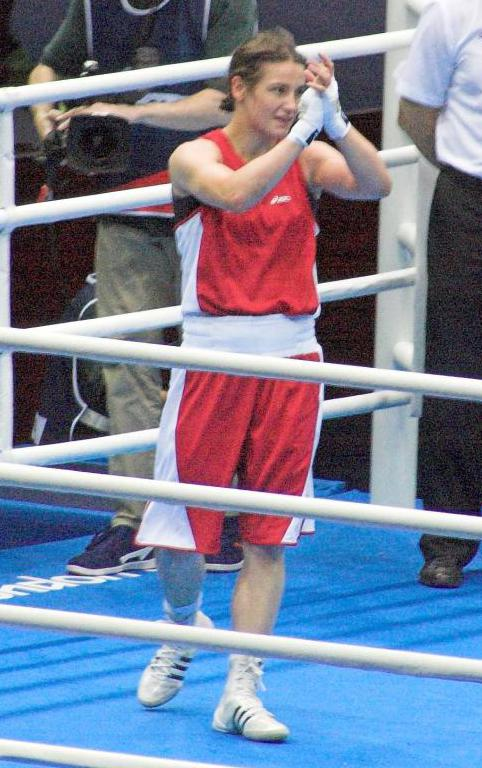
Katie Taylor (* 1986)
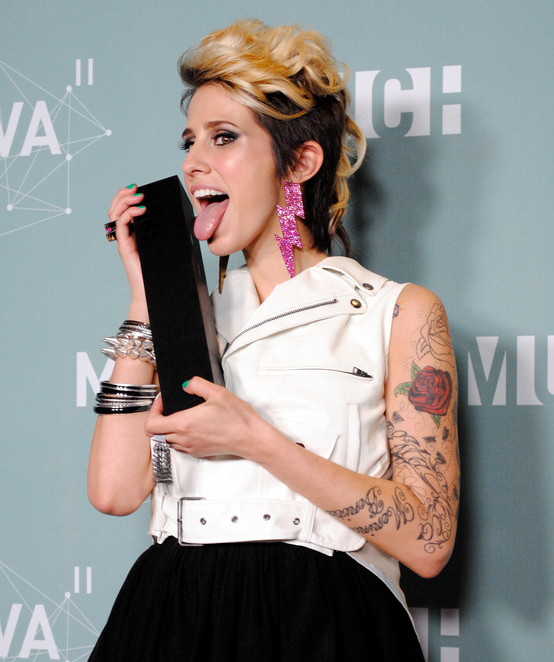
DEV (* 1989)
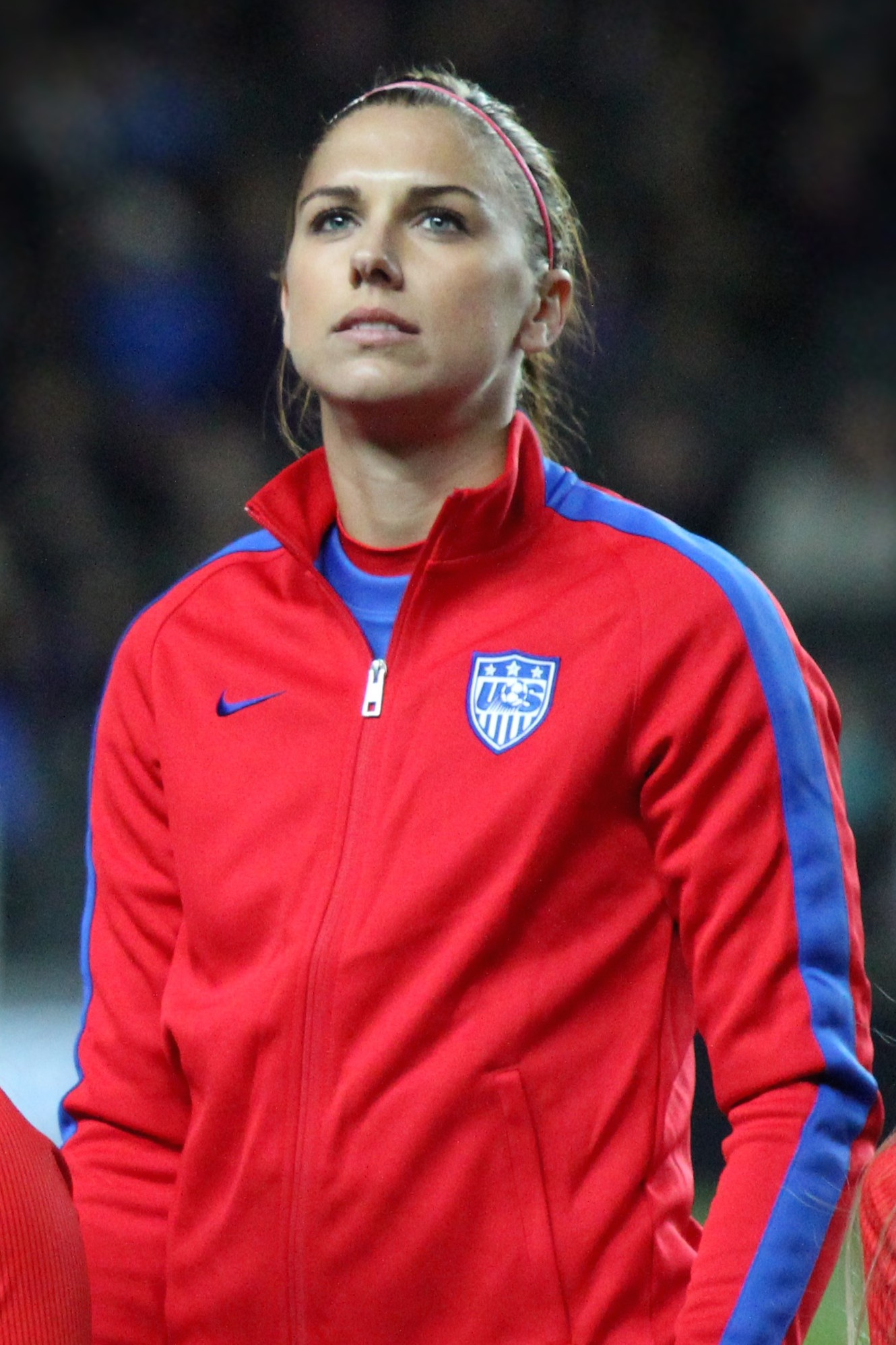
Alex Morgan (* 1989)
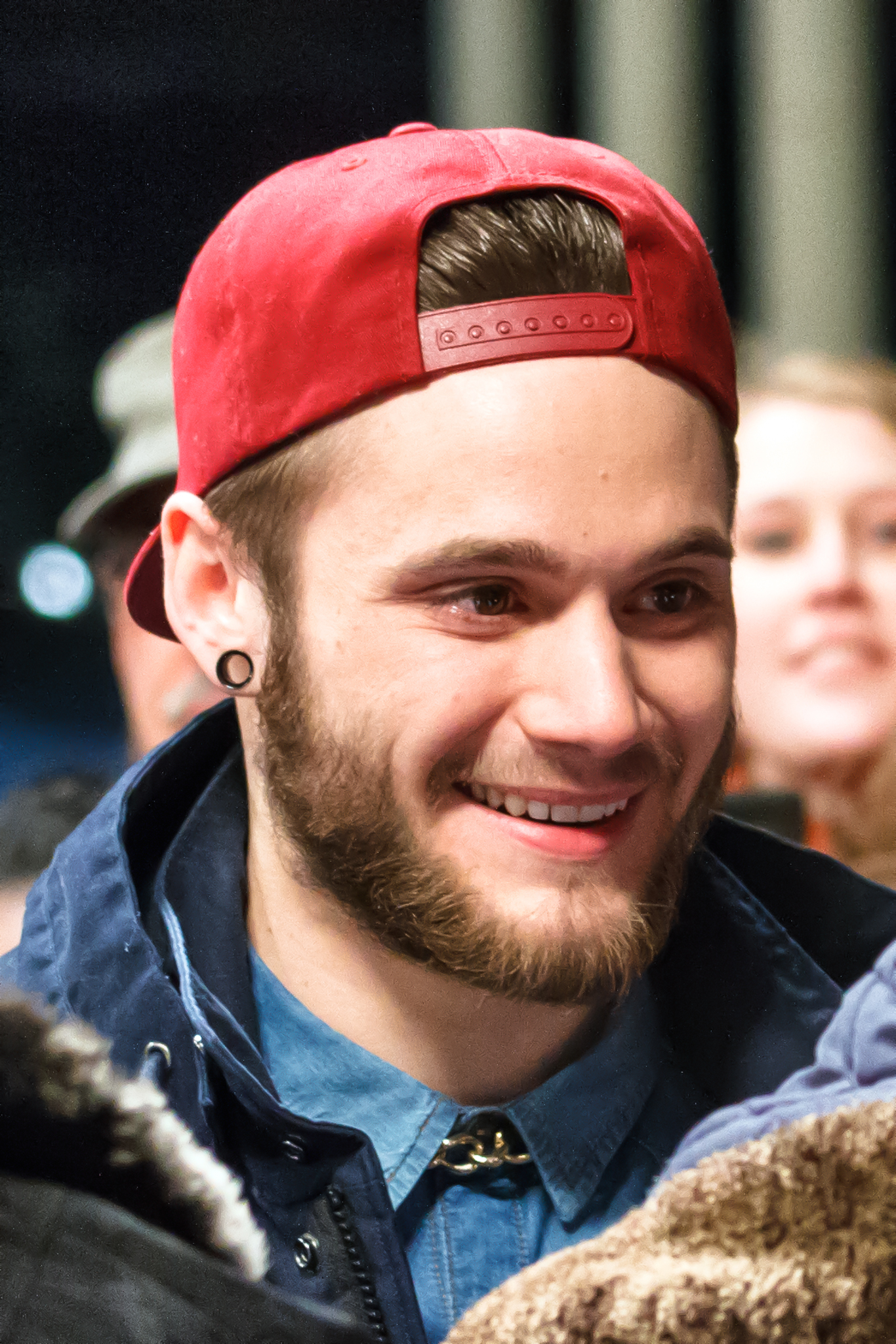
Roman Lob (* 1990)
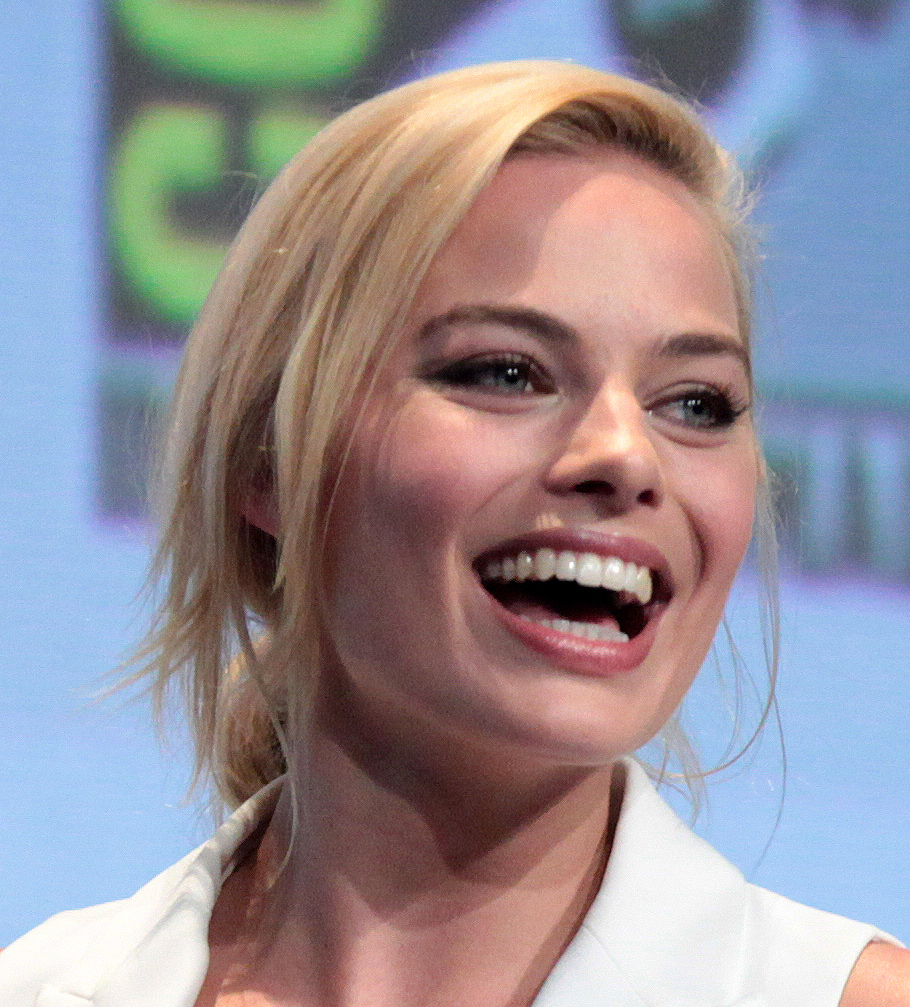
Margot Robbie (* 1990)

- 1976: Idalina Borges Mesquita, brasilianische Handballspielerin
- 1976: Inga Marte Thorkildsen, norwegische Politikerin
- 1978: Kossi Agassa, togoischer Fußballspieler
- 1978: Bachir Maroun, deutscher Kick- und Thaiboxer
- 1978: Darlington Omodiagbe, nigerianischer Fußballspieler
- 1979: Roland Audenrieth, deutscher Skispringer
- 1979: Joe Thornton, kanadischer Eishockeyspieler, Olympiasieger
- 1979: Mario Knögler, österreichischer Sportschütze
- 1979: Kris Meeke, britischer Rallyefahrer
- 1980: Alexander Petersson, isländischer Handballspieler
- 1980: Jiří Homola, tschechischer Fußballspieler
- 1981: Alex Koroknay-Palicz, US-amerikanischer Aktivist
- 1982: Verena Hagedorn, deutsche Fußballspielerin
- 1982: Michael Koch, Schweizer Schauspieler und Regisseur
- 1982: Armin Woschank, österreichischer Basketballspieler
- 1983: Michelle Branch, US-amerikanische Sängerin, Songwriterin und Gitarristin
- 1983: Johanna Rasmussen, dänische Fußballspielerin
- 1984: Maarten Martens, belgischer Fußballspieler
- 1985: Vlatko Ilievski, mazedonischer Sänger und Fernsehmoderator
- 1985: Ashley Tisdale, US-amerikanische Schauspielerin, Sängerin und Synchronsprecherin
- 1986: Denis Epstein, deutscher Fußballspieler
- 1986: Florian Fromlowitz, deutscher Fußballspieler
- 1986: Lindsay Lohan, US-amerikanische Schauspielerin, Sängerin und Model
- 1986: Jakob Lundt, deutscher TV-Producer und Autor
- 1986: Katie Taylor, irische Boxerin und Fußballspielerin
- 1986: Sam Trickett, englischer Pokerspieler
- 1987: Esteban Granero, spanischer Fußballspieler
- 1988: Ronnie Ash, US-amerikanischer Hürdenläufer
- 1988: Lee Chung-yong, südkoreanischer Fußballspieler
- 1989: Dev, US-amerikanische Sängerin und Rapperin
- 1989: Alex Morgan, US-amerikanische Fußballspielerin, Weltmeisterin
- 1989: Sebastian Münzenmaier, deutscher Politiker, MdB
- 1990: Daichi, japanischer Musiker und Webvideoproduzent
- 1990: Roman Lob, deutscher Sänger
- 1990: Merritt Mathias, US-amerikanische Fußballspielerin
- 1990: Margot Robbie, australische Schauspielerin
- 1991: Hendrik Pekeler, deutscher Handballspieler
- 1992: Tetsuta Nagashima, japanischer Motorradrennfahrer
- 1992: Tatjana Pinto, deutsche Leichtathletin
- 1992: Lucas Puhl, deutscher Handballspieler
- 1993: Ieva Zasimauskaitė, litauische Sängerin
- 1994: Abdul Rahman Baba, ghanaischer Fußballspieler
- 1995: Dominik Kahun, deutscher Eishockeyspieler
- 1995: Paula Kroh, deutsche Schauspielerin
- 1999: Mattia Casadei, italienischer Motorradrennfahrer
- 1999: Giulia Gwinn, deutsche Fußballspielerin
- 1999: Nicolò Zaniolo, italienischer Fußballspieler

### 21. Jahrhundert
- 2001: Abraham Attah, ghanaischer Schauspieler
- 2002: Johanna Puff, deutsche Biathletin
- 2004: Anaëlle Bondoux, französische Biathletin
- 2004: Finn Hetzsch, deutscher Fußballspieler

## Gestorben

### Vor dem 18. Jahrhundert
- 0458: Juvenal, Bischof und erster Patriarch von Jerusalem
- 0862: Swithin, englischer Heiliger
- 0936: Heinrich I., ostfränkischer König und Herzog der Sachsen
- um 953: Oda von Sachsen, lotharingische Adlige
- 1134: Meinhard, Bischof von Prag
- 1231: Heinrich I., Markgraf von Baden-Hachberg
- 1275: Eudes Rigaud, Erzbischof von Rouen
- 1298: Adolf von Nassau, deutscher König
- 1387: Peter von Luxemburg, französischer Kardinal und Bischof von Metz
- 1419: Eberhard IV., Graf von Württemberg
- 1429: Philipp I., deutscher Adliger, Graf von Nassau-Saarbrücken
- 1431: Philipp von Ingelheim, Schöffe am Ingelheimer Oberhof und Ritter
- 1431: Johann I., Graf von Saarwerden
- 1438: Ernst von Bayern-München, Sohn von Herzog Johann II.
- 1448: Roman II., Fürst des Fürstentums Moldau
- 1504: Ștefan cel Mare, moldauischer Woiwode
- 1511: Hadim Ali Pascha, Großwesir des Osmanischen Reiches
- 1522: Antonio de Nebrija, kastilischer Humanist und Philologe
- 1536: John Stewart, 2. Duke of Albany, schottischer Adeliger

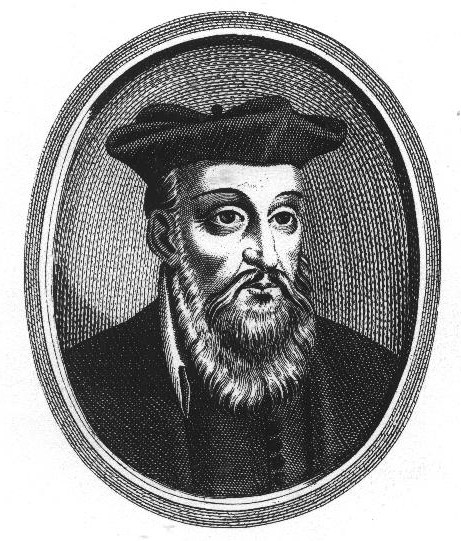
Nostradamus († 1566)

- 1566: Nostradamus, französischer Arzt und Prophet
- 1576: Josias Simler, Schweizer reformierter Theologe und Historiker
- 1582: Mitsuhide Akechi, japanischer General
- 1591: Vincenzo Galilei, italienischer Tuchhändler, Musiker und Musiktheoretiker
- 1606: Matthäus Ackermann, kursächsischer Beamter
- 1619: Franz II., Herzog von Sachsen-Lauenburg

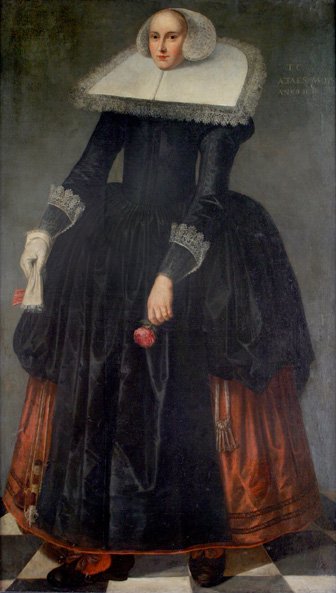
Trijntje Keever († 1633)

- 1633: Trijntje Keever, größte jemals vermessene Frau der Welt
- 1653: Adam Zeltner, Anführer der Solothurner Untertanen im Schweizer Bauernkrieg
- 1657: Conrad Buchau, deutscher Bildhauer
- 1660: Francesco Maffei, italienischer Maler
- 1674: Eberhard III., Herzog von Württemberg

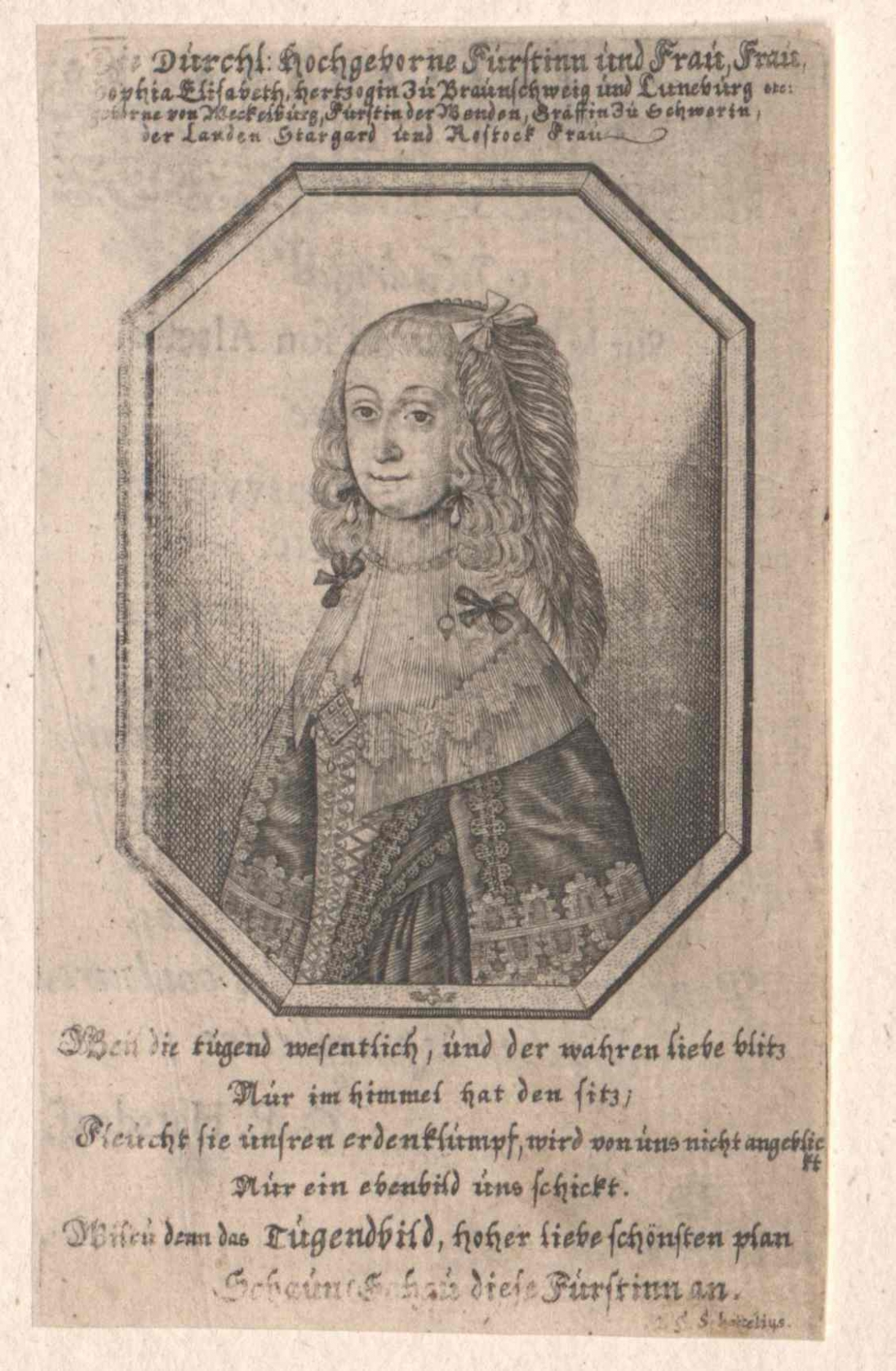
Sophie Elisabeth zu Mecklenburg († 1676)

- 1676: Sophie Elisabeth zu Mecklenburg, Fürstin von Braunschweig-Wolfenbüttel, deutsche Komponistin
- 1678: Christoph Schlegel, deutscher lutherischer Theologe
- 1684: Josefa de Óbidos, portugiesische Barockmalerin
- 1691: Marc’Antonio Pasqualini, italienischer Sopran-Kastrat
- 1700: Lambert Doomer, niederländischer Maler
- 1700: Johann Trost, deutscher Architekt

### 18. Jahrhundert
- 1701: Egid Schor, österreichischer Maler
- 1704: August Ferdinand von Braunschweig-Wolfenbüttel-Bevern, Herzog von Braunschweig und Lüneburg
- 1704: Johann Adolf, Herzog von Schleswig-Holstein-Sonderburg-Plön

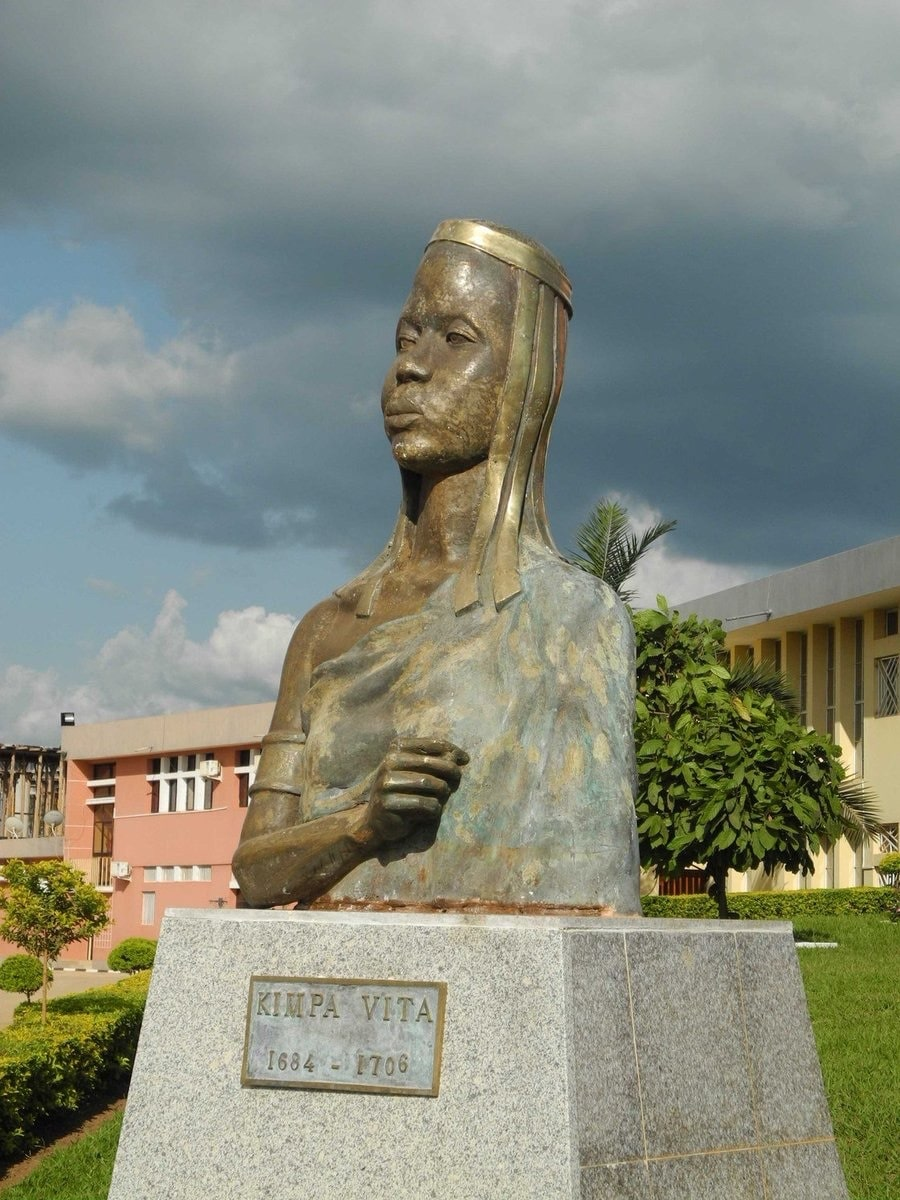
Kimpa Vita († 1706)

- 1706: Kimpa Vita, kongolesische Prophetin und Gründerin der Antonier
- 1709: Jakob Scheiffelhut, deutscher Musiker und Komponist

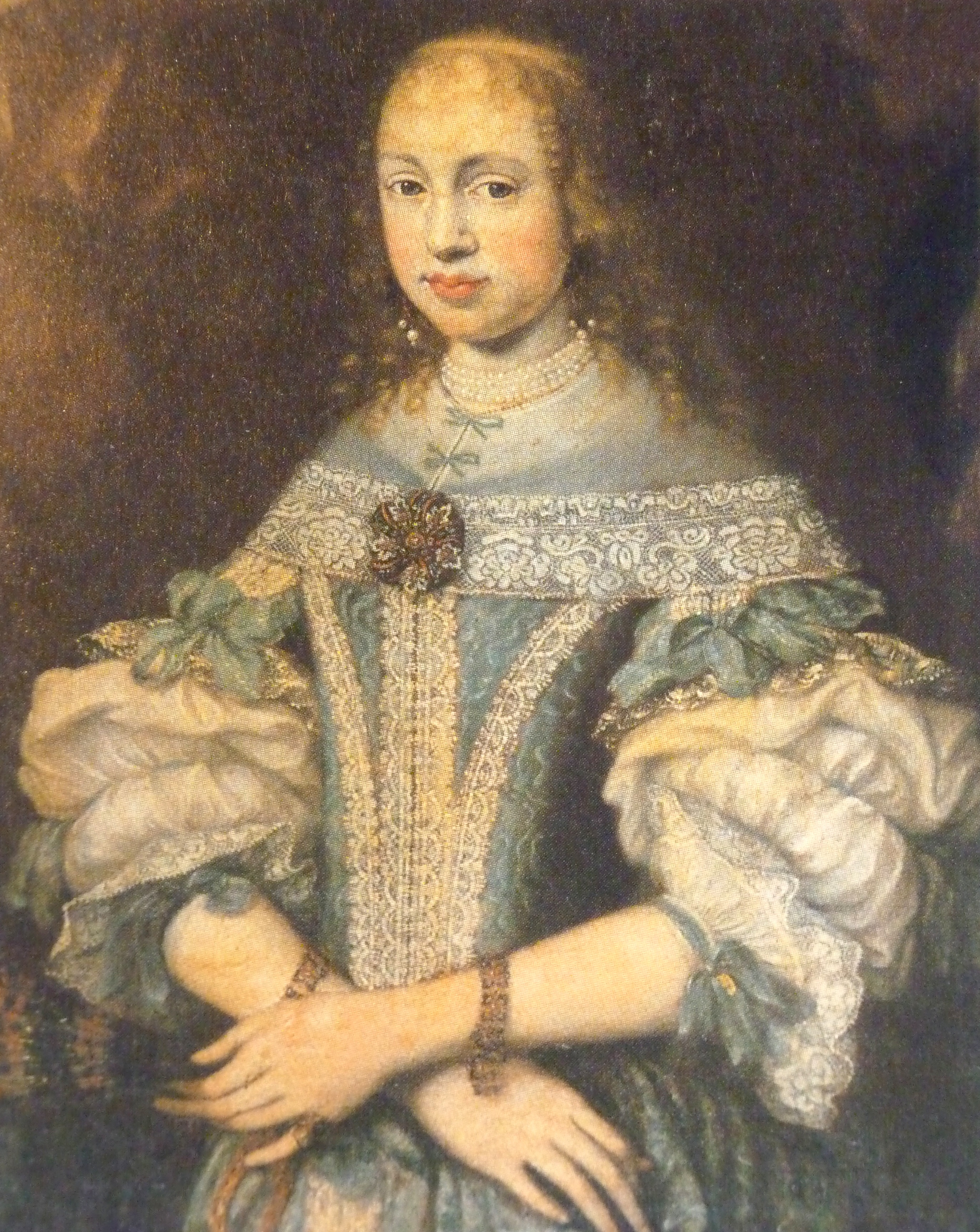
Hortensia Gugelberg († 1715)

- 1715: Hortensia Gugelberg von Moos, Graubündner Ärztin, Publizistin, Forscherin und Schriftstellerin
- 1726: Aurora Sanseverino, italienische Adlige, Dichterin und Kunstmäzenin
- 1733: Christian Petzold, deutscher Organist und Komponist
- 1743: Spencer Compton, 1. Earl of Wilmington, britischer Politiker und Premierminister
- 1747: Emmanuel-François-Joseph de Bavière, französischer General und Statthalter
- 1747: Joseph Marie de Boufflers, Pair von Frankreich
- 1751: François Robichon de la Guérinière, französischer Reitmeister, Erfinder der modernen Reitkunst
- 1757: Johanna Elisabeth von Baden-Durlach, Herzogin von Württemberg
- 1766: Sophie Caroline von Camas, deutsche Adelige und Vertraute Friedrichs des Großen
- 1767: Christoph Andreas Mangold, deutscher Gelehrter, Mediziner und Chemiker, Professor für Anatomie, Chemie und Philosophie an der Universität Erfurt
- 1772: Johann Georg Krafft, deutscher evangelischer Theologe und Hochschullehrer

Jean-Jacques Rousseau († 1778)

- 1778: Jean-Jacques Rousseau, eidgenössisch-französischer Schriftsteller, Philosoph, Pädagoge, Naturforscher und Komponist der Aufklärung
- 1784: Gottfried Schütze, deutscher Pädagoge, Bibliothekar und Theologe
- 1789: Johann Philipp Lorenz Withof, deutscher Professor
- 1791: Søren Abildgaard, dänischer Biologe und Illustrator
- 1793: David Klaus, deutscher Hirte und Philosoph
- 1794: František Xaver Pokorný, tschechischer Violinist und Komponist
- 1798: François-Louis Bourdon, französischer Politiker

### 19. Jahrhundert
- 1803ː Sophie Anne Dorothea von Hinüber, Äbtissin des Klosters Walsrode
- 1820: Peter Dollond, britischer Optiker
- 1833: Aoki Mokubei, japanischer Maler und Töpfer
- 1836: Cesare Arici, italienischer Dichter

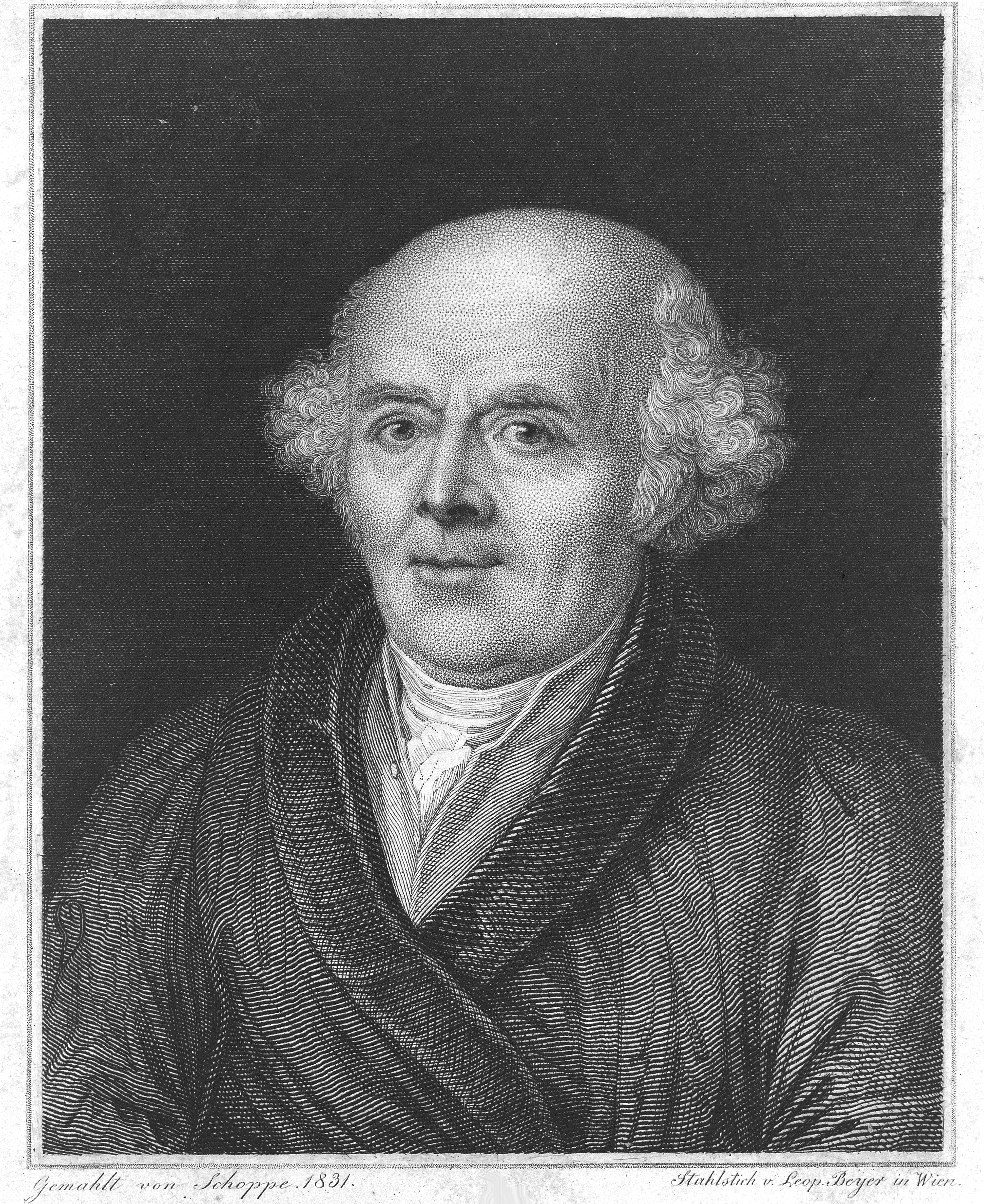
Samuel Hahnemann († 1843)

- 1843: Samuel Hahnemann, deutscher Arzt
- 1849: Áron Gábor, Artillerieoffizier in der ungarischen Revolution von 1848/1849
- 1850: Robert Peel, britischer Regierungschef
- 1861: James Abercrombie, US-amerikanischer Rechtsanwalt und Politiker
- 1861: Karl Heinrich Adelbert Lipsius, deutscher evangelisch-lutherischer Theologe und Pädagoge
- 1862: François Bertholet, Schweizer evangelischer Geistlicher
- 1866: Francisco Armero Peñaranda, spanischer Generalleutnant und Politiker
- 1869: Rudolf Baxmann, deutscher Theologe
- 1876: Ferdinand von Westphalen, preußischer Innenminister
- 1878: François Bazin, französischer Komponist
- 1883: Wilhelm Christoph Friedrich Arnold, deutscher Jurist, Rechts-, Wirtschafts- und Kulturhistoriker und Politiker
- 1884: Franz Adler, deutscher Politiker
- 1886: Justus Heer, Schweizer evangelischer Geistlicher
- 1887: Julie Weber von Webenau, österreichisch-deutsche Pianistin und Komponistin
- 1890: Adelheid Salles-Wagner, deutsch-französische Porträt- und Historienmalerin
- 1891: Hugo Türpe, deutscher Cornet-Virtuose und Komponist
- 1896: Rudolf Kögel, deutscher Theologe

### 20. Jahrhundert

#### 1901–1950
- 1901: Theodor Arndt, deutscher Theologe
- 1901: Heinrich Xaver Sieger, deutscher Unternehmer
- 1902: Émery Lavigne, kanadischer Pianist, Organist und Musikpädagoge
- 1903: Ed Delahanty, US-amerikanischer Baseballspieler
- 1904: Henri Béconnais, französischer Automobilrennfahrer
- 1906: Franz Michael Oswald von Bünting, preußischer Generalleutnant
- 1908: Wilhelm Grube, deutscher Sinologe

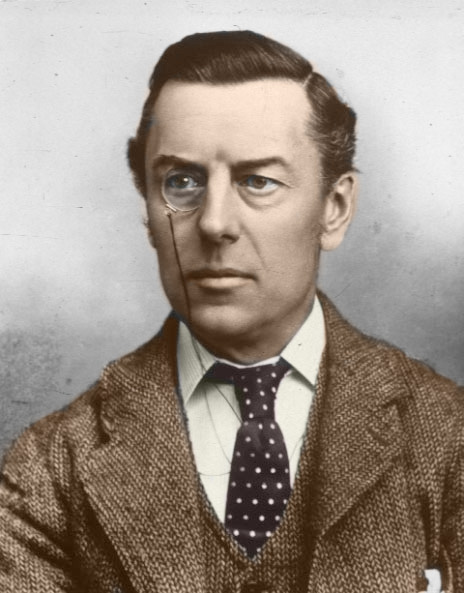
Joseph Chamberlain († 1914)

- 1914: Joseph Chamberlain, britischer Staatsmann, Unterhausabgeordneter, Kolonialminister, Handelsminister
- 1914: Jakob Lüthy, Schweizer Unternehmer und Politiker
- 1917: William Stevenson Hoyte, englischer Organist, Komponist und Musikpädagoge
- 1917: Adolf Ferdinand Weinhold, deutscher Chemiker und Physiker
- 1918: Georg von Schuh, deutscher Jurist und Politiker, Erster Bürgermeister von Erlangen und Nürnberg
- 1918: Zell os-Soltan, Prinz aus der Kadscharendynastie in Persien
- 1919: Friedrich Soennecken, deutscher Kaufmann, Unternehmer, Erfinder und Grafiker
- 1926: Eduard Beyer, deutscher Jurist und Politiker, MdL
- 1926: Émile Coué, französischer Apotheker und Autor, Begründer der modernen, bewussten Autosuggestion
- 1927: Joseph Gaudentius Anderson, US-amerikanischer Weihbischof
- 1928: Willi Henkelmann, deutscher Motorradrennfahrer
- 1931: Peter Kürten, deutscher Serienmörder

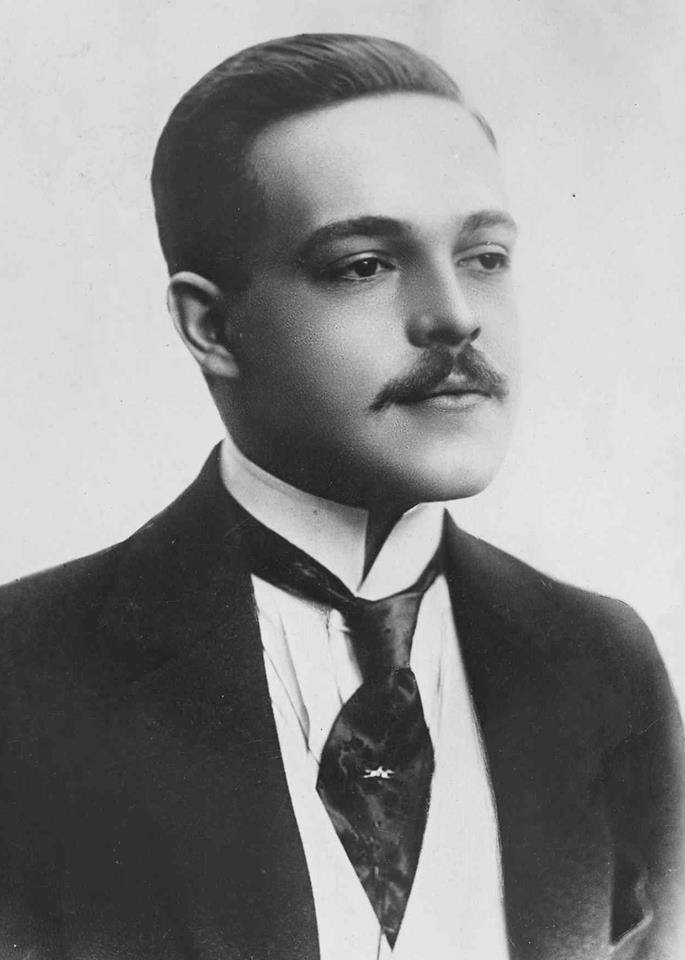
Manuel II. († 1932)

- 1932: Manuel II., König von Portugal
- 1932: Ernst Sachs, deutscher Erfinder und Industrieller
- 1934: Pol Demeuter, belgischer Motorradrennfahrer
- 1934: Henry Hollis Horton, US-amerikanischer Rechtsanwalt und Politiker, Gouverneur von Tennessee
- 1937: Amelia Earhart, US-amerikanische Flugpionierin und Frauenrechtlerin (verschollen)
- 1940: John William Abercrombie, US-amerikanischer Rechtsanwalt und Politiker
- 1943: Salomon Abas, niederländischer Violinist, Dirigent und Komponist
- 1943: Helena Nordheim, niederländische Turnerin und Opfer der Schoa
- 1949: Georgi Dimitroff, bulgarischer Politiker, Generalsekretär der Komintern, Ministerpräsident
- 1949: Bud Scott, US-amerikanischer Jazzmusiker
- 1950: Eligio Pometta, Schweizer Politiker und Heimatforscher

#### 1951–2000
- 1951: Ferdinand Sauerbruch, deutscher Chirurg

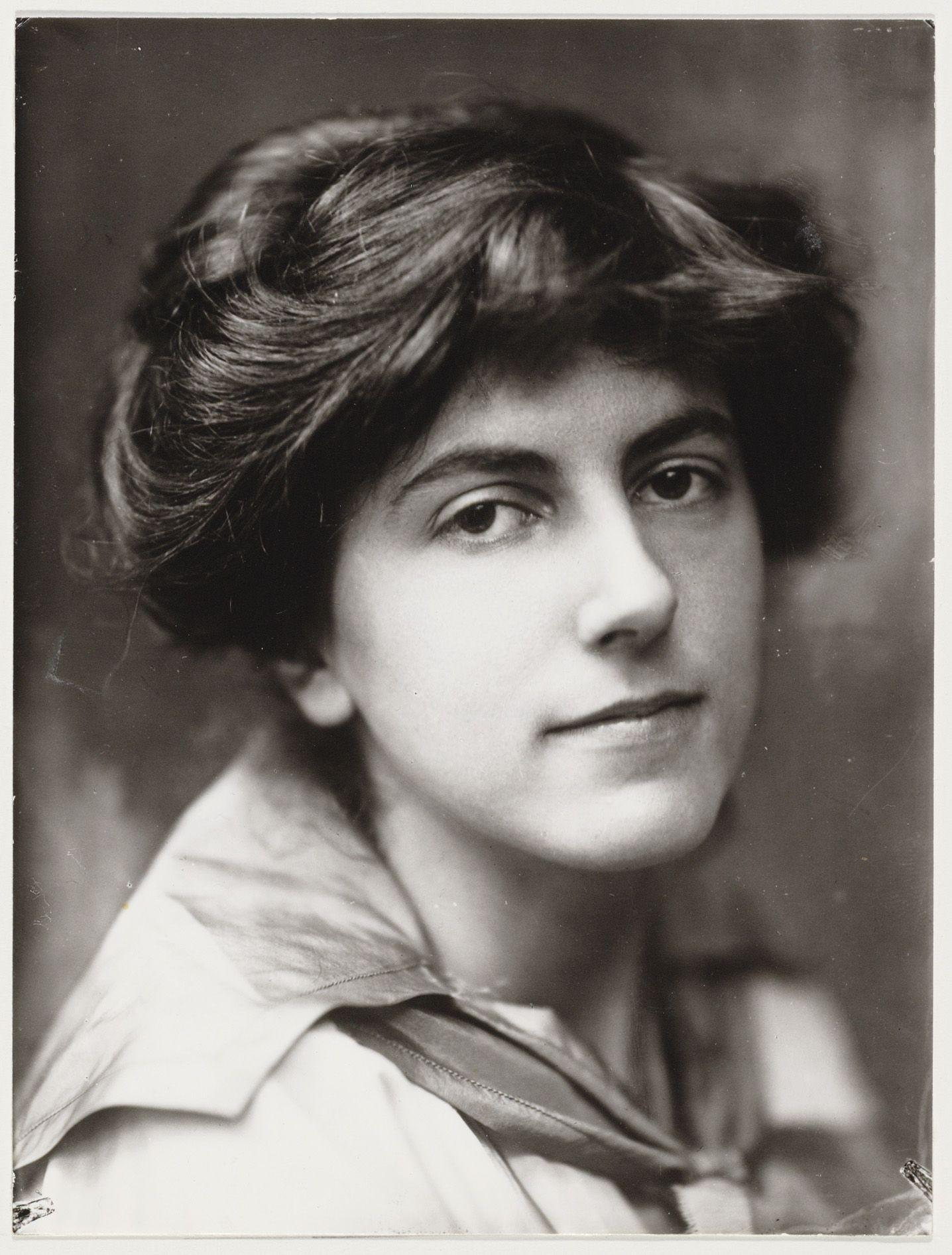
Henriëtte Bosmans († 1952)

- 1952: Henriëtte Bosmans, niederländische Komponistin
- 1952: Frank Welsman, kanadischer Dirigent, Musikpädagoge und Pianist
- 1955: Rudolf Appelt, tschechoslowakischer Politiker und Politfunktionär, Botschafter der DDR
- 1955: Fritz Freisler, österreichischer Schauspieler und Filmregisseur
- 1957: Ladislav Zelenka, tschechischer Cellist

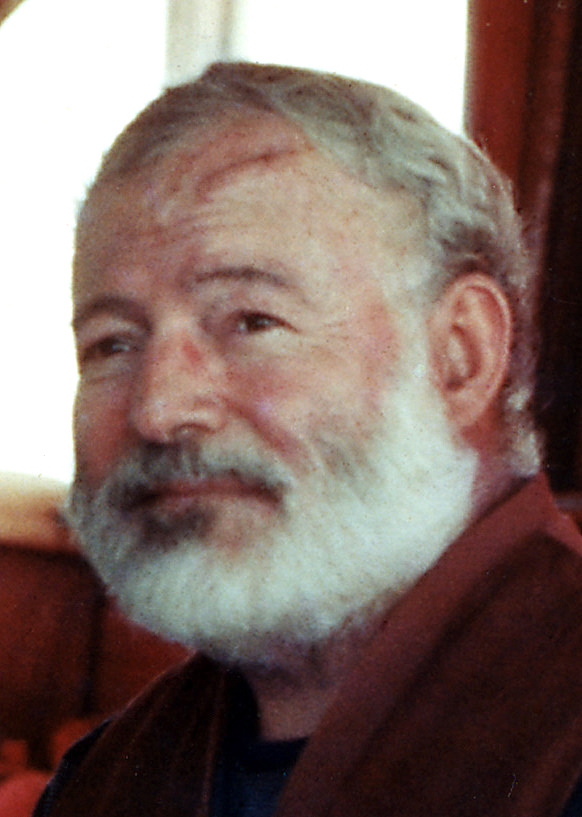
Ernest Hemingway († 1961)

- 1961: Ernest Hemingway, US-amerikanischer Schriftsteller, Nobelpreisträger
- 1962: Peter Ryan, kanadischer Automobilrennfahrer
- 1962: Violet Schiff, britische Kunst- und Literaturmäzenin
- 1963: Seth Barnes Nicholson, US-amerikanischer Astronom
- 1963: Lisa Tetzner, deutsch-schweizerische Kinderbuchautorin
- 1963: Bodo Uhse, deutscher Schriftsteller
- 1966: Jan Brzechwa, polnischer Dichter
- 1966: Elisabeth Kitzinger, deutsche Wohlfahrtspflegerin
- 1968: Francis Brennan, US-amerikanischer Geistlicher, Kurienkardinal
- 1970: Valerio Arri, italienischer Leichtathlet, Olympiamedaillengewinner
- 1970: Adolf Koch, deutscher Arzt und Sozialist
- 1971: Hans Gerstinger, österreichischer Altphilologe
- 1971: Barnabás von Géczy, ungarischer Violinist und Orchesterleiter
- 1971: Waldemar von Knoeringen, deutscher Politiker, MdL, MdB
- 1972: Edmond Apéti, togoischer Fußballspieler
- 1972: Felipe Pirela, venezolanischer Sänger

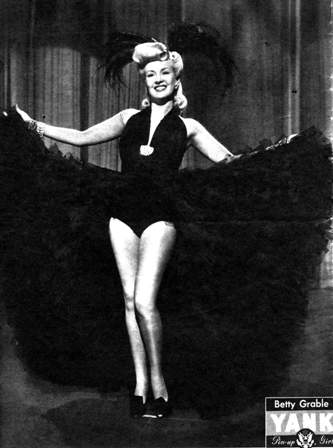
Bette Grable († 1973)

- 1973: Betty Grable, US-amerikanische Schauspielerin
- 1973: Ferdinand Schörner, deutscher Generalfeldmarschall, Kriegsverbrecher („blutiger Ferdinand“)
- 1974: Carlos Isamitt, chilenischer Komponist und Maler
- 1975: James Robertson Justice, britischer Schauspieler und Ornithologe
- 1975: Werner Schütz, deutscher Politiker, MdL, Landesminister
- 1976: Heinz Matthes, deutscher Politiker, MdB
- 1977: Vladimir Nabokov, russischer Schriftsteller
- 1977: William H. Ziegler, US-amerikanischer Filmeditor
- 1980: Sócrates Nolasco, dominikanischer Schriftsteller, Essayist, Historiker, Politiker und Diplomat
- 1982: DeFord Bailey, US-amerikanischer Countrymusiker
- 1982: Jean Hémard, französischer Automobilrennfahrer
- 1983: Vladimír Neff, tschechischer Schriftsteller, Übersetzer und Drehbuchautor
- 1983: Bartolomej Urbanec, slowakischer Komponist und Dirigent
- 1984: Bedřich Fučík, tschechischer Literaturkritiker, Editor und Übersetzer
- 1985: Josef Mühlberger, deutscher Schriftsteller
- 1988: Johann Baptist Gradl, deutscher Politiker, MdB, Bundesminister
- 1988: Eddie Vinson, US-amerikanischer Jazzmusiker

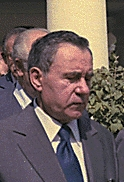
Andrei Andrejewitsch Gromyko († 1989)

- 1989: Andrei Andrejewitsch Gromyko, sowjetischer Politiker, Botschafter, Außenminister, Staatsoberhaupt
- 1989: Franklin J. Schaffner, US-amerikanischer Filmregisseur
- 1990: Silvina Bullrich, argentinische Schriftstellerin
- 1990: Ludwig Franz, deutscher Politiker, MdB
- 1991: Lee Remick, US-amerikanische Schauspielerin
- 1992: Viktor Aschenbrenner, deutscher Politiker und Autor
- 1992: Charles F. Brannan, US-amerikanischer Verwaltungsjurist und Politiker, Landwirtschaftsminister
- 1993: Fred Gwynne, US-amerikanischer Schauspieler und Autor
- 1993: Edibe Sulari, türkisch-alevitische Volkssängerin
- 1993: Clarence Melvin Zener, US-amerikanischer Physiker und Elektrotechniker
- 1994: Lucio Amelio, italienischer Kunsthändler und Galerist
- 1994: Andrés Escobar, kolumbianischer Fußballer
- 1994: Giovanni Battista Guidotti, italienischer Automobilrennfahrer und Motorsportfunktionär
- 1997: James Stewart, US-amerikanischer Filmschauspieler
- 1998: Kay Thompson, US-amerikanische Schauspielerin, Sängerin und Schriftstellerin
- 1999: Mario Puzo, US-amerikanischer Krimi-Schriftsteller
- 2000: Joey Dunlop, britischer Motorradrennfahrer

### 21. Jahrhundert

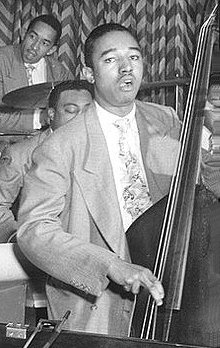
Ray Brown († 2002)

- 2002: Ray Brown, US-amerikanischer Jazz-Bassist
- 2002: Jean-Yves Daniel-Lesur, französischer Komponist und Organist
- 2003: Reinhard Baumgart, deutscher Schriftsteller und Literaturkritiker
- 2003: Briggs Cunningham, US-amerikanischer Automobilrennfahrer, Konstrukteur und Segler
- 2004: Sophia de Mello Breyner Andresen, portugiesische Dichterin
- 2004: John Cullen Murphy, US-amerikanischer Comiczeichner
- 2005: Ferenc Aszódy, deutscher Trompeter
- 2005: Ernest Lehman, US-amerikanischer Drehbuchautor
- 2006: Balázs Horváth, ungarischer Politiker, Innenminister

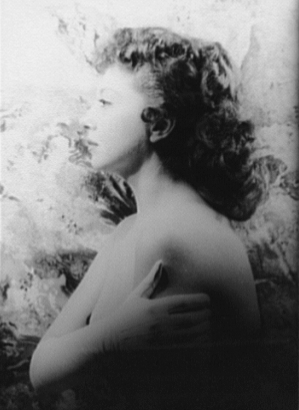
Beverly Sills († 2007)

- 2007: Beverly Sills, US-amerikanische Opernsängerin
- 2009: Bert Schneider, österreichischer Motorradrennfahrer
- 2010: Luis Kalaff, dominikanischer Sänger, Gitarrist und Komponist
- 2010: Laurent Terzieff, französischer Schauspieler
- 2012: Stephan Pfürtner, deutscher katholischer Moraltheologe und Sozialethiker
- 2012: Boris Grigorjewitsch Tewlin, sowjetischer bzw. russischer Chorleiter und Hochschullehrer
- 2013: Douglas C. Engelbart, US-amerikanischer Computertechniker und Erfinder
- 2013: Fausia von Ägypten, als Ehefrau von Mohammad Reza Pahlavi Königin des Iran
- 2013: Bengt Hallberg, schwedischer Jazzpianist und Komponist
- 2014: Manuel Cardona, spanischer Physiker
- 2014: Paul Wild, Schweizer Astronom
- 2014: Louis Zamperini, US-amerikanischer Leichtathlet
- 2015: Slavko Avsenik, slowenischer Komponist und Akkordeonist
- 2015: Inge Lammel, deutsche Musikwissenschaftlerin
- 2016: Michael Cimino, US-amerikanischer Filmregisseur

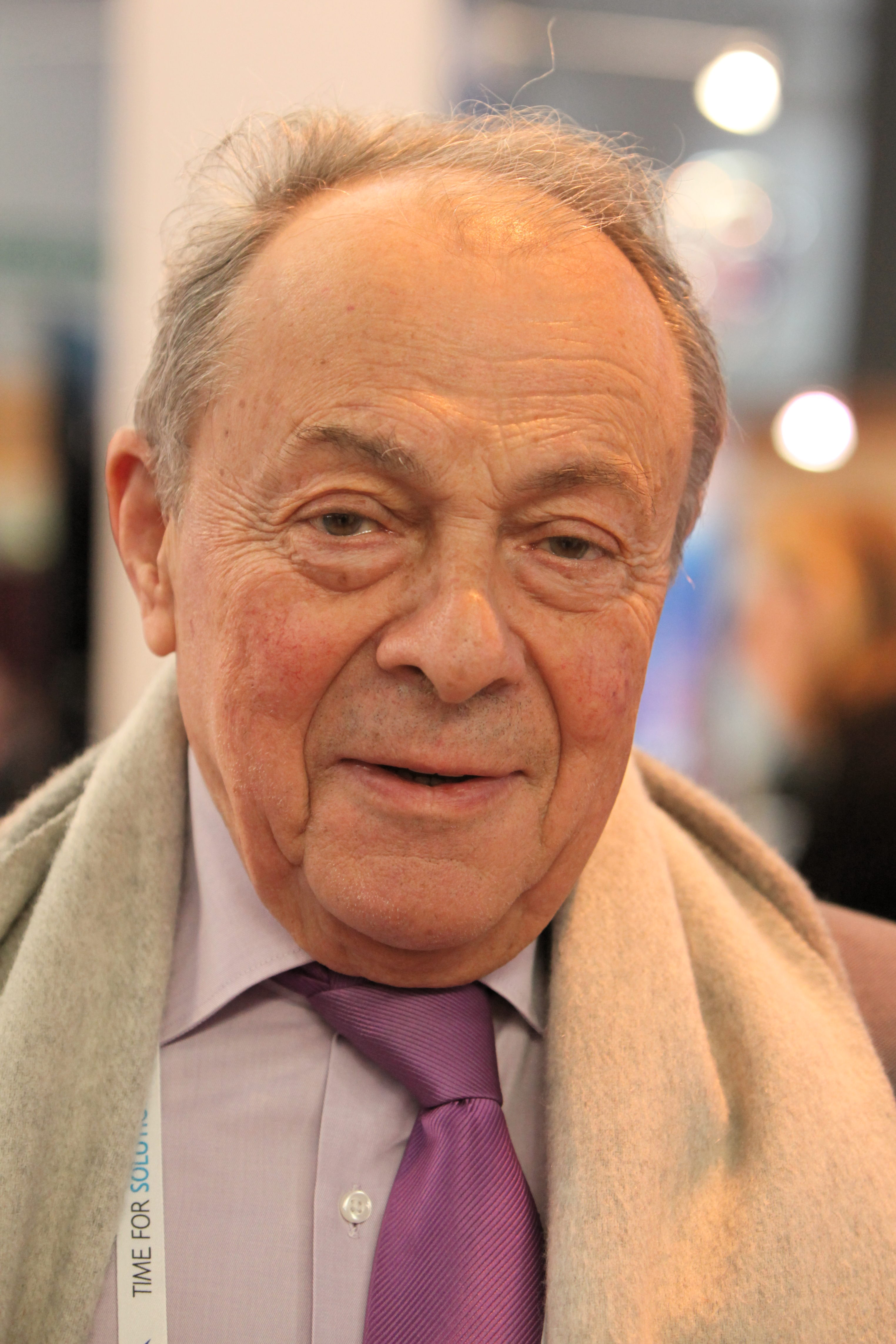
Michel Rocard († 2016)

- 2016: Michel Rocard, französischer Politiker, MdEP
- 2016: Elie Wiesel, US-amerikanischer Schriftsteller und Publizist
- 2017: Ryke Geerd Hamer, deutscher Arzt und Esoteriker
- 2017: Chris Roberts, deutscher Schlagersänger
- 2018: Reinhard Brühl, deutscher Militärhistoriker
- 2018: Helmut Schmid, deutscher Typograf, Gestalter und Designer
- 2019: Michael Colgrass, US-amerikanischer Komponist und Perkussionist
- 2019: Costa Cordalis, deutscher Schlagersänger
- 2019: Suzanne Eaton, US-amerikanische Molekularbiologin
- 2019: Lee Iacocca, US-amerikanischer Manager und Autor
- 2020: Ole Holsti, US-amerikanischer Politikwissenschaftler
- 2020: Nikolai Kapustin, ukrainisch-russischer Komponist und Pianist
- 2020: Tilo Prückner, deutscher Schauspieler
- 2021: Adrian Metcalfe, britischer Leichtathlet
- 2021: Bill Ramsey, deutsch-US-amerikanischer Jazz- und Schlagersänger, Journalist und Schauspieler
- 2021: Lise Vidal, französische Windsurferin
- 2022: Peter Brook, britischer Theaterregisseur
- 2022: Alain de Cadenet, britischer Automobilrennfahrer
- 2023: Anna Maria Bietti Sestieri, italienische Prähistorikerin

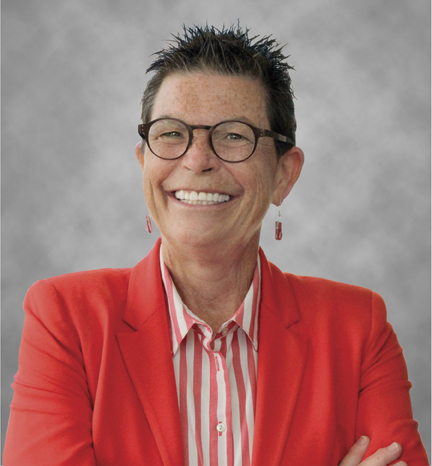
Susan Love († 2023)

- 2023: Susan Love, US-amerikanische Medizinerin, Expertin für Frauenmedizin
- 2024: Vladimír Bokes, slowakischer Komponist, Cellist und Musikpädagoge
- 2025: Julian McMahon, australisch-US-amerikanischer Schauspieler
- 2025: Teresio Vachet, italienischer Skirennläufer

## Feier- und Gedenktage
- Kirchliche Gedenktage
  - Mariä Heimsuchung (anglikanisch, evangelisch, katholisch)
  - Georg Daniel Teutsch, Bischof von Siebenbürgen (evangelisch)
  - Hl. Processus und Martinianus, Märtyrer (katholisch)
  - Fest der Niederlegung der Muttergottesgewänder (orthodox)
- Namenstage
  - Wiltrud

Weitere Einträge enthält die Liste von Gedenk- und Aktionstagen.